# 訃報 2024年7月
訃報 2024年7月（ふほう 2024ねん7がつ）では、2024年7月に物故した、又は物故の報道若しくは告知がされた人物についてまとめる。

## 1日 - 15日

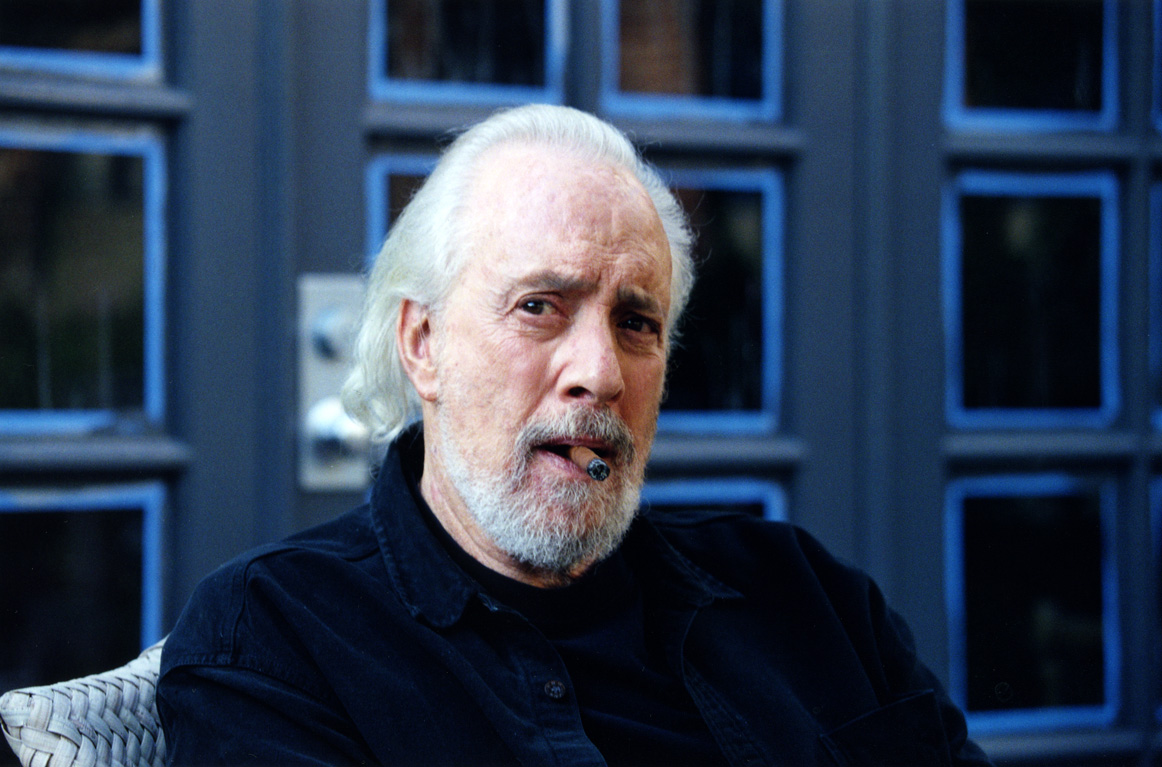
ロバート・タウン／7月1日没

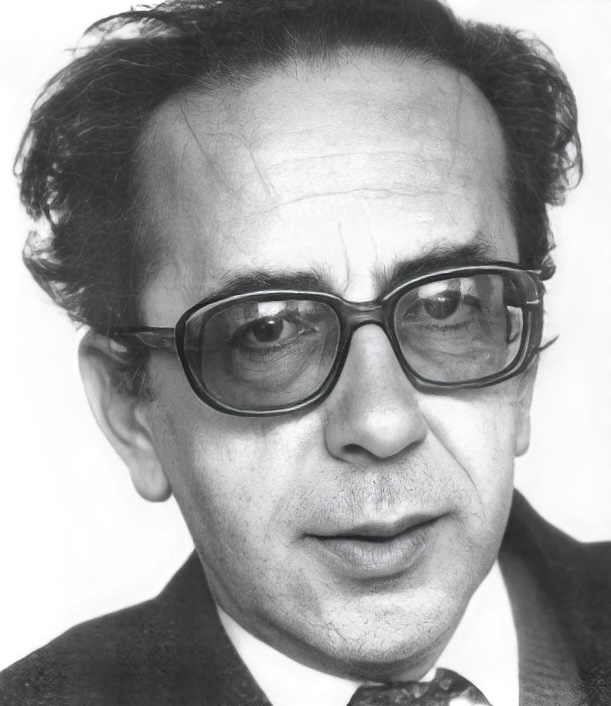
イスマイル・カダレ／7月1日没

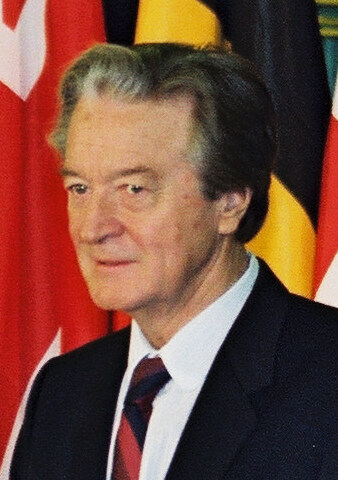
ローラン・デュマ／7月3日没

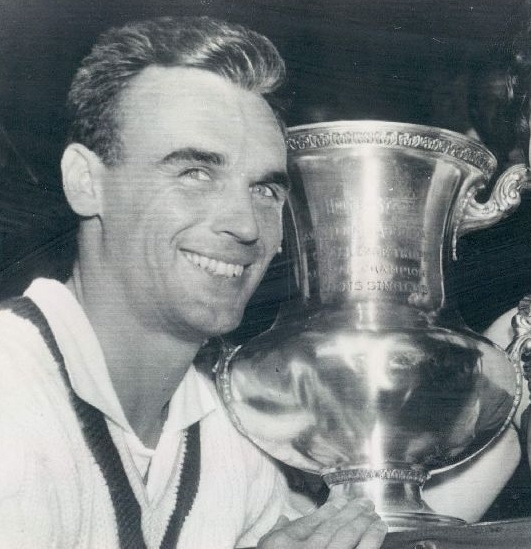
ビック・セイシャス／7月5日没

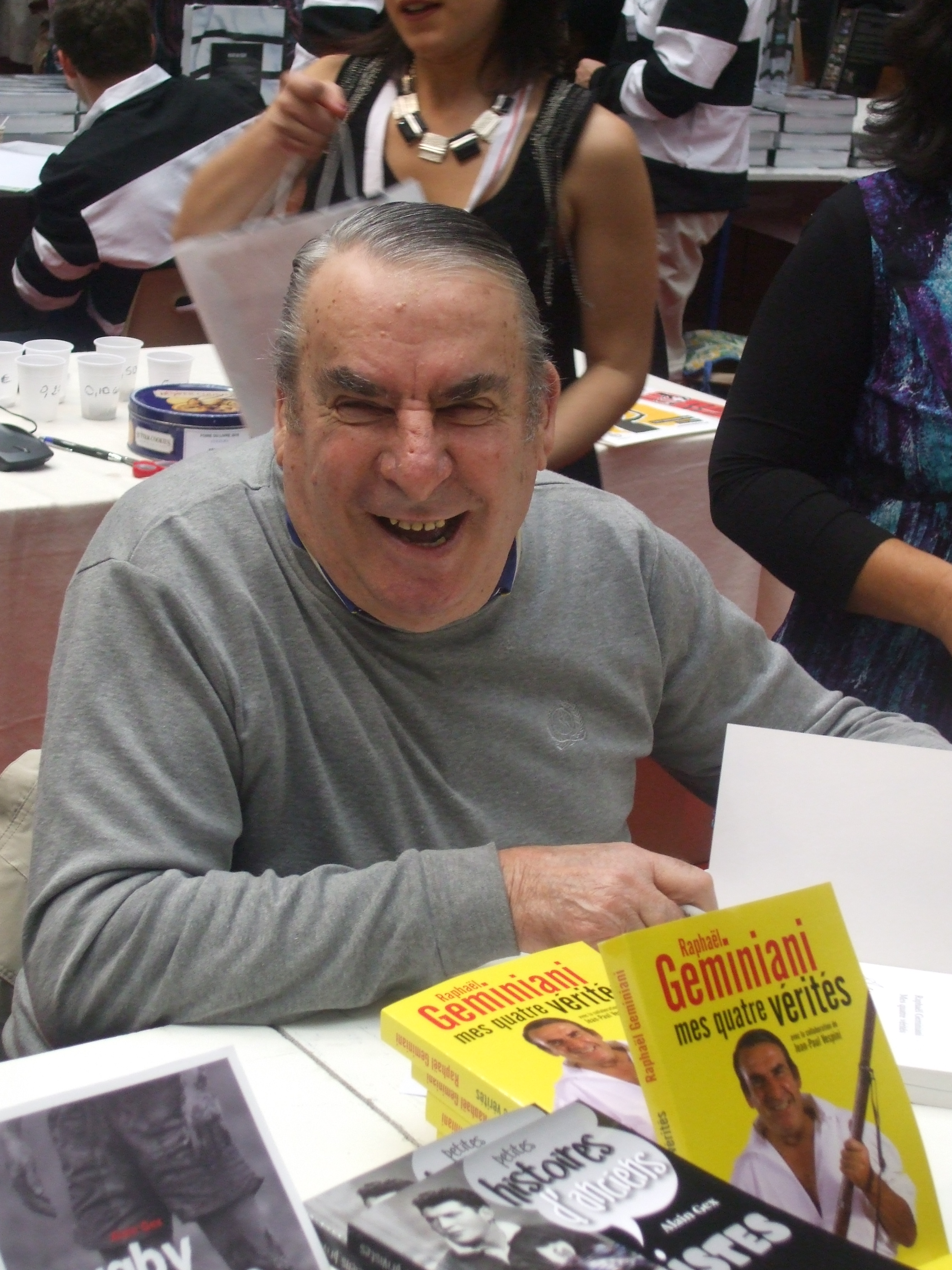
ラファエル・ジェミニアーニ／7月5日没

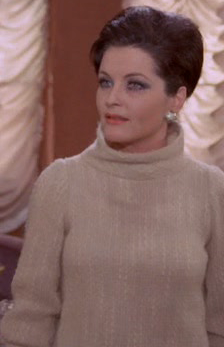
イヴォンヌ・フルノー／7月5日没

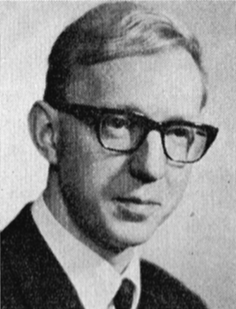
ベンクト・サミュエルソン／7月5日没

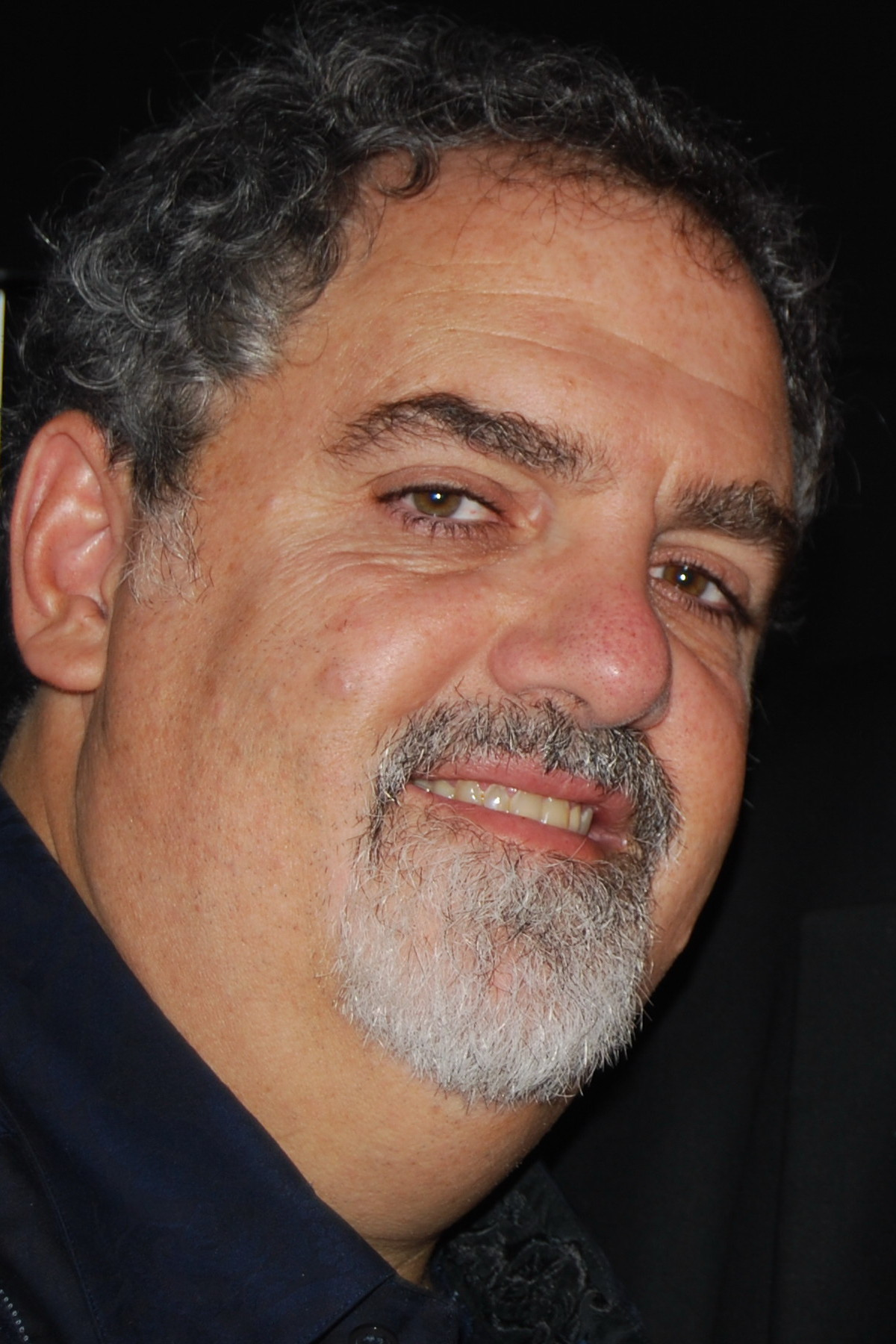
ジョン・ランドー／7月5日没

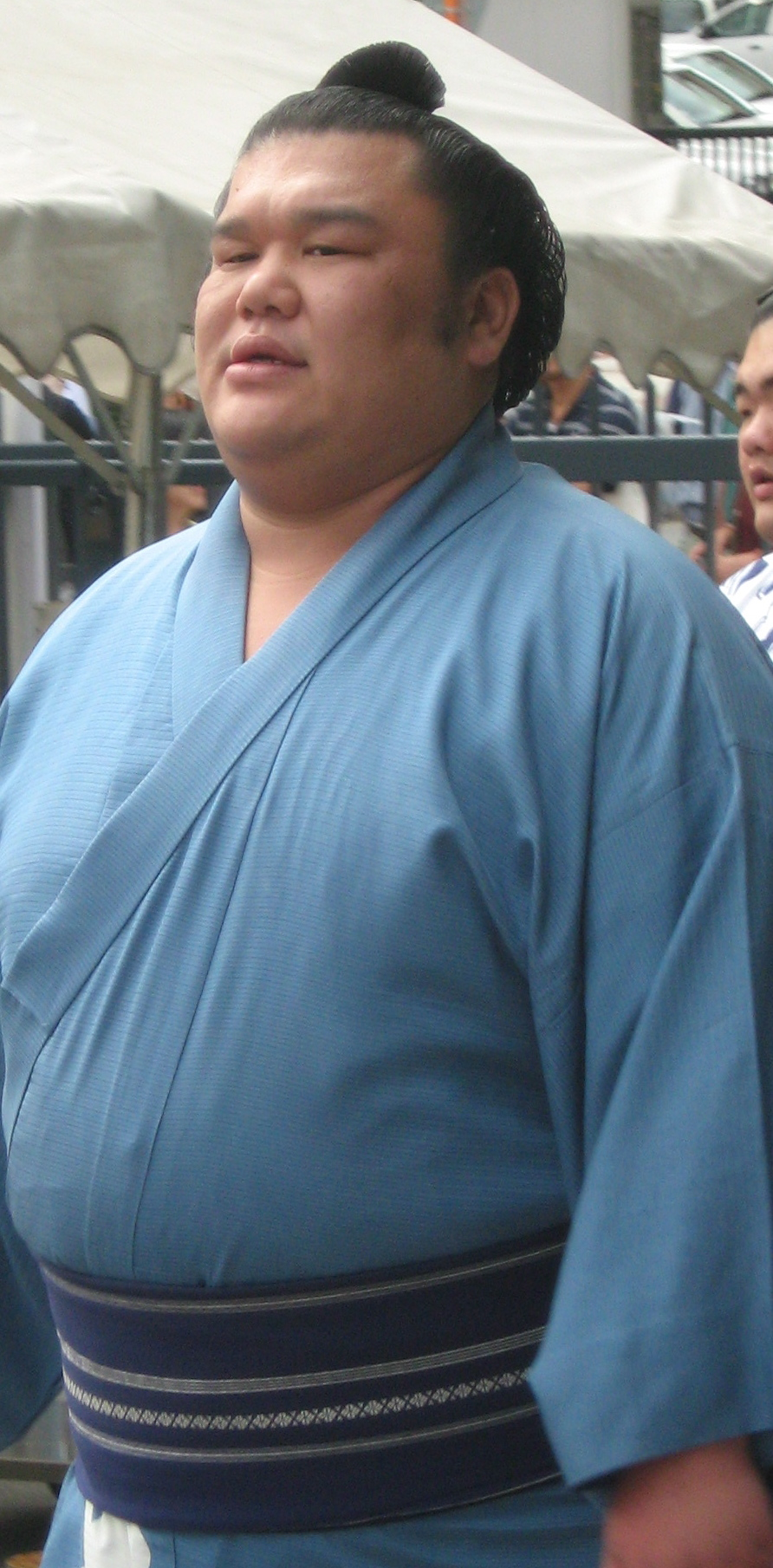
木村山守／7月6日没

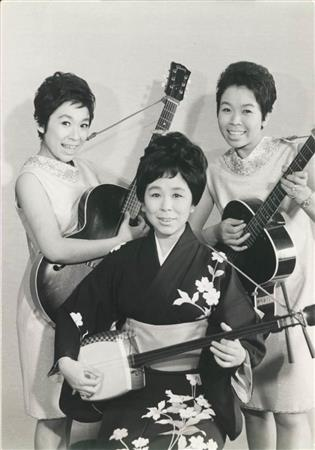
正司照枝（左）／7月8日没

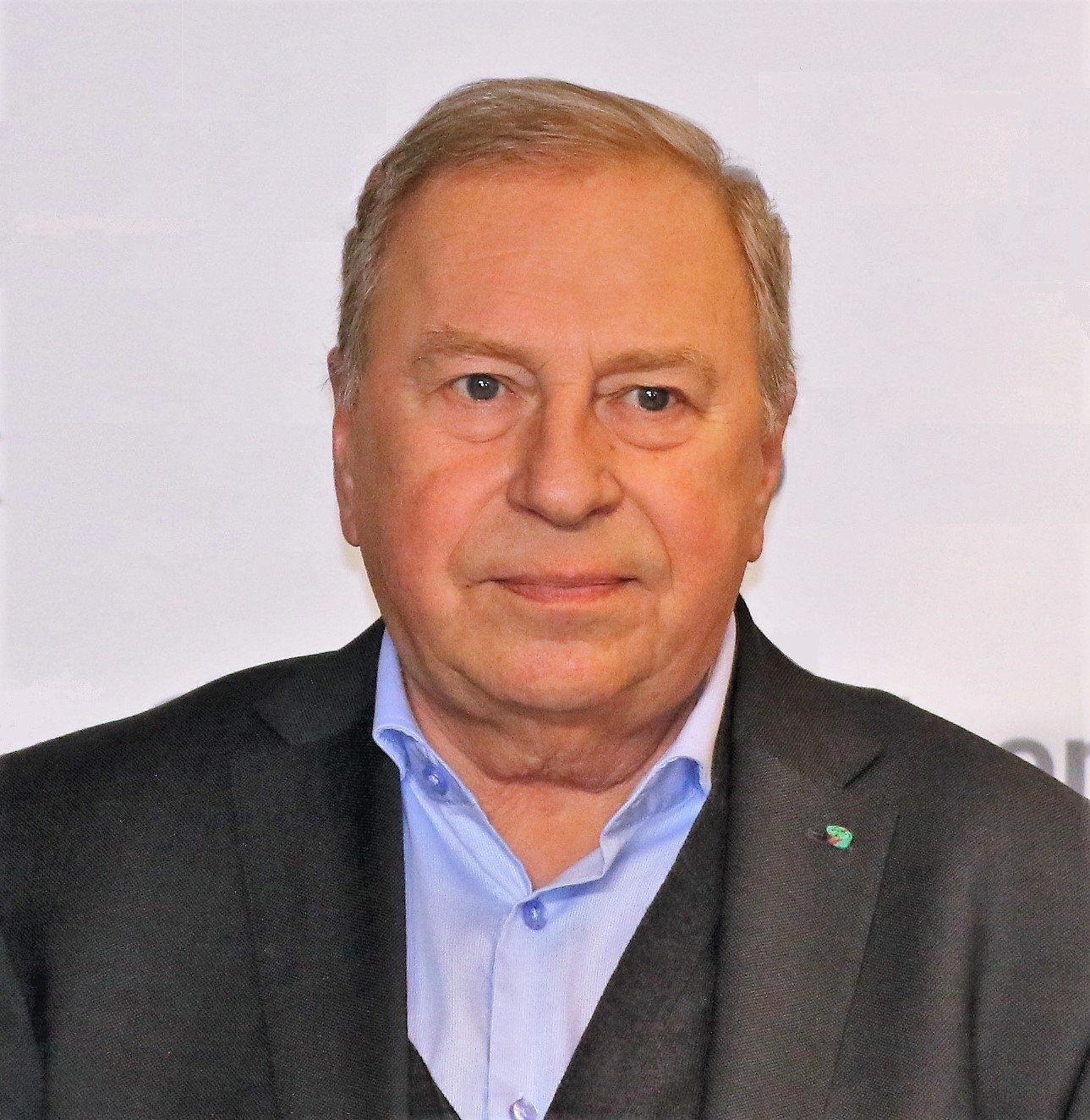
イェジー・シュトゥル／7月9日没

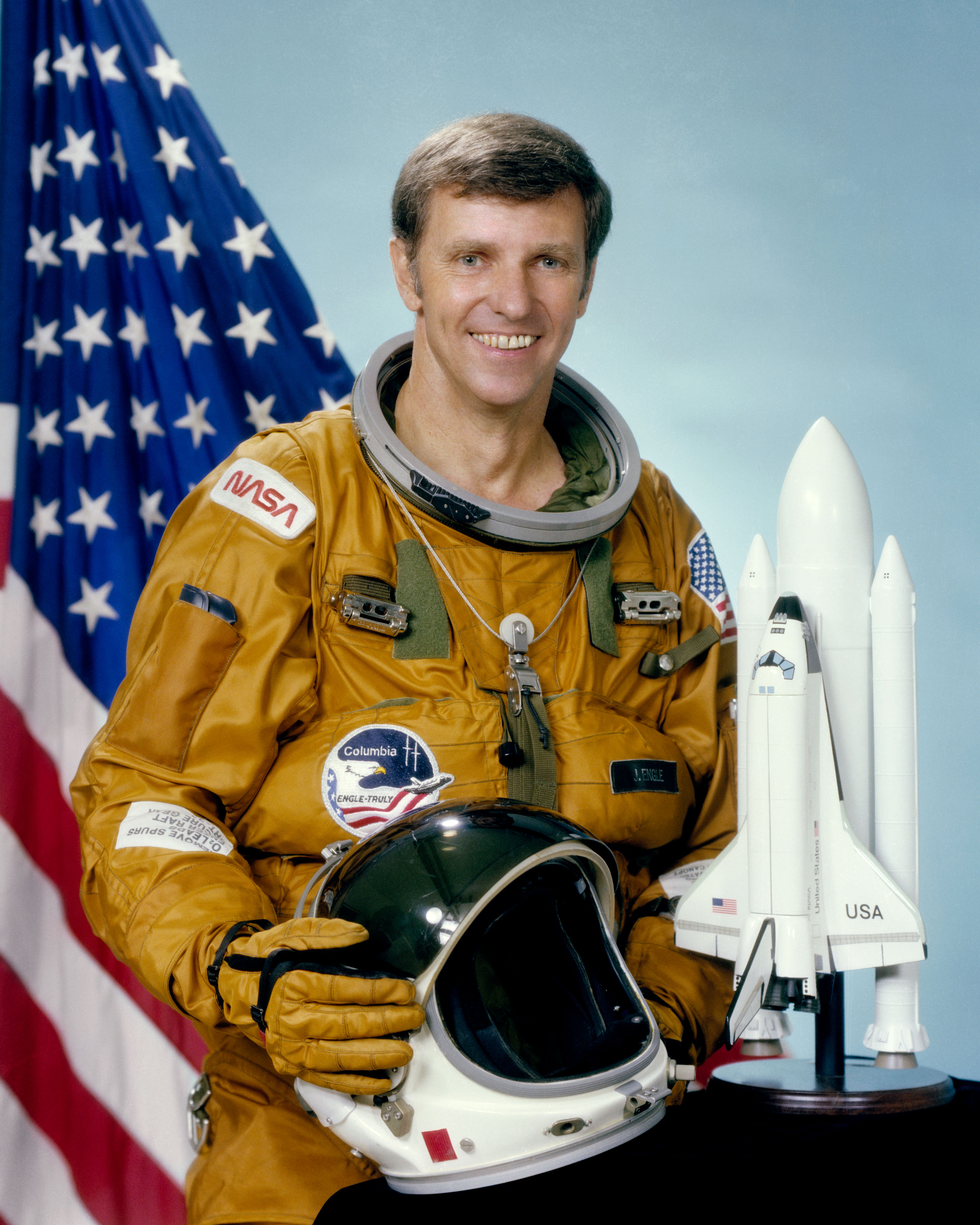
ジョー・エングル／7月10日没

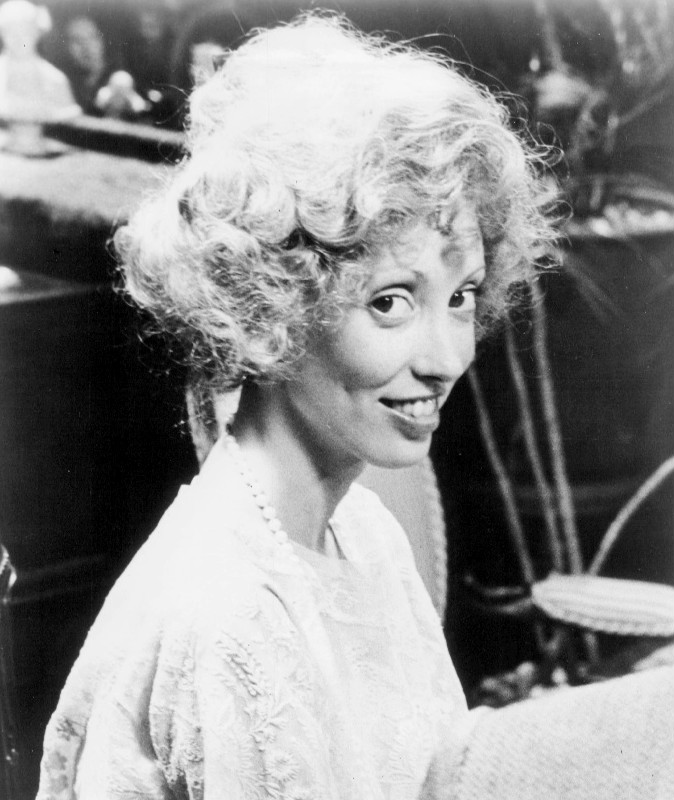
シェリー・デュヴァル／7月11日没

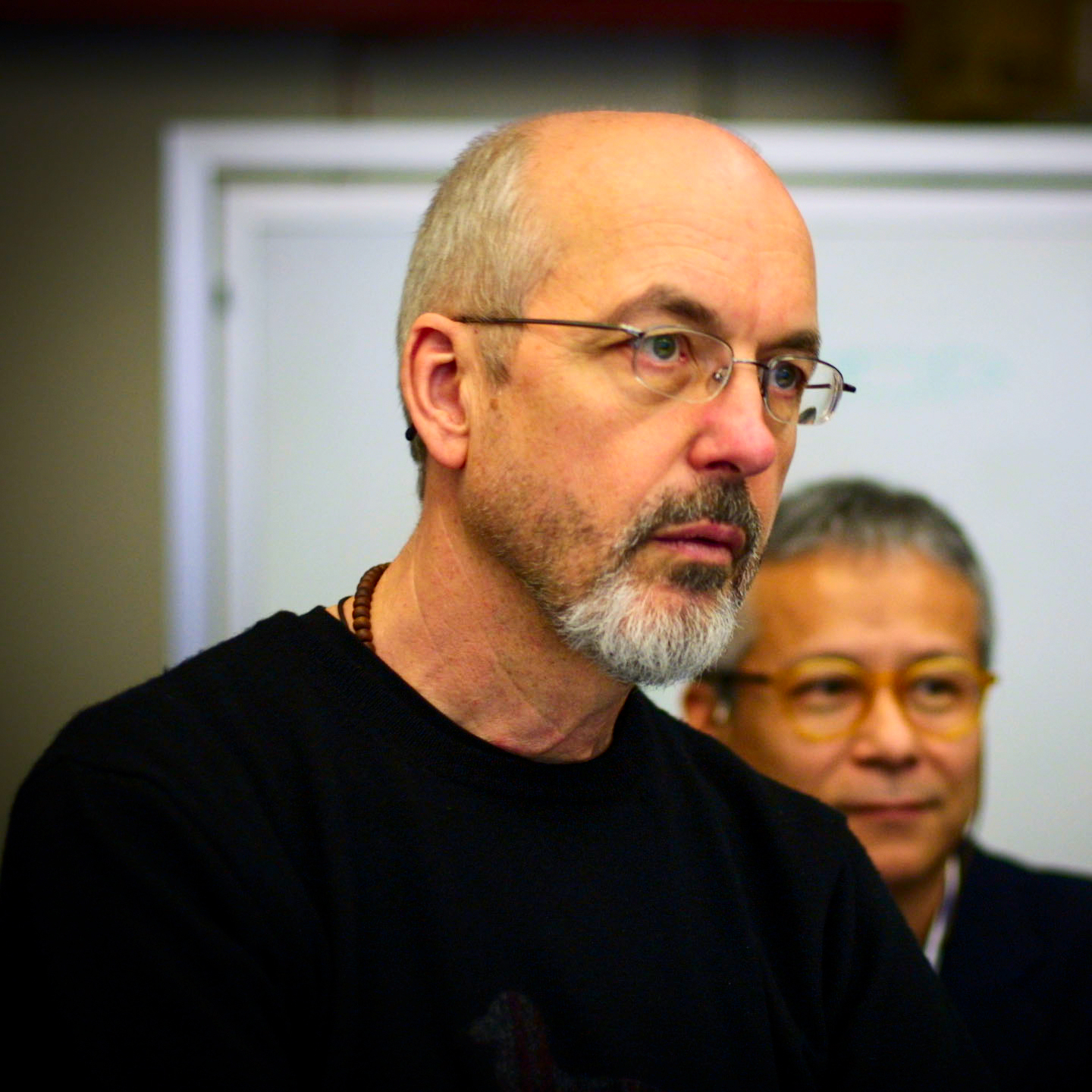
ビル・ヴィオラ／7月12日没

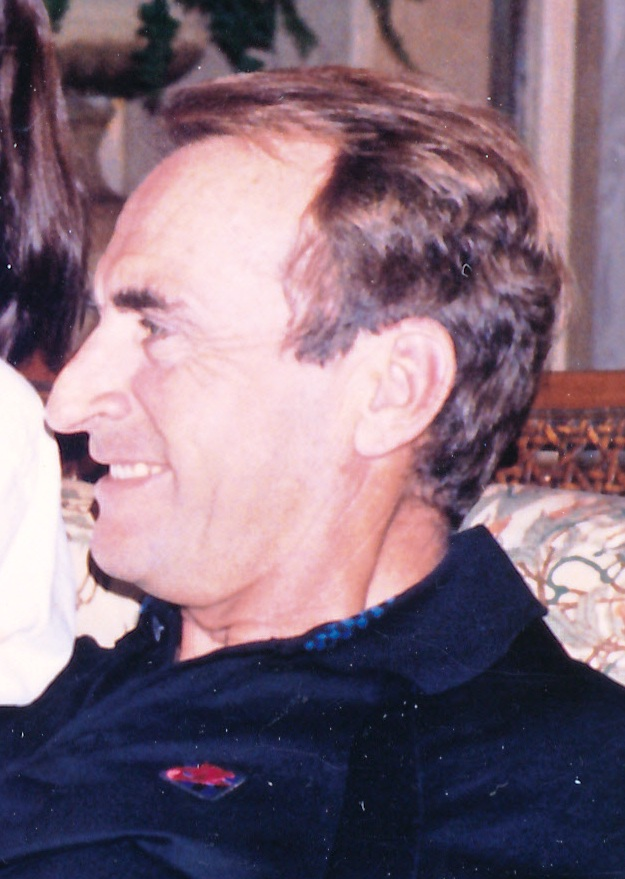
ジェームズ・シッキング／7月13日没

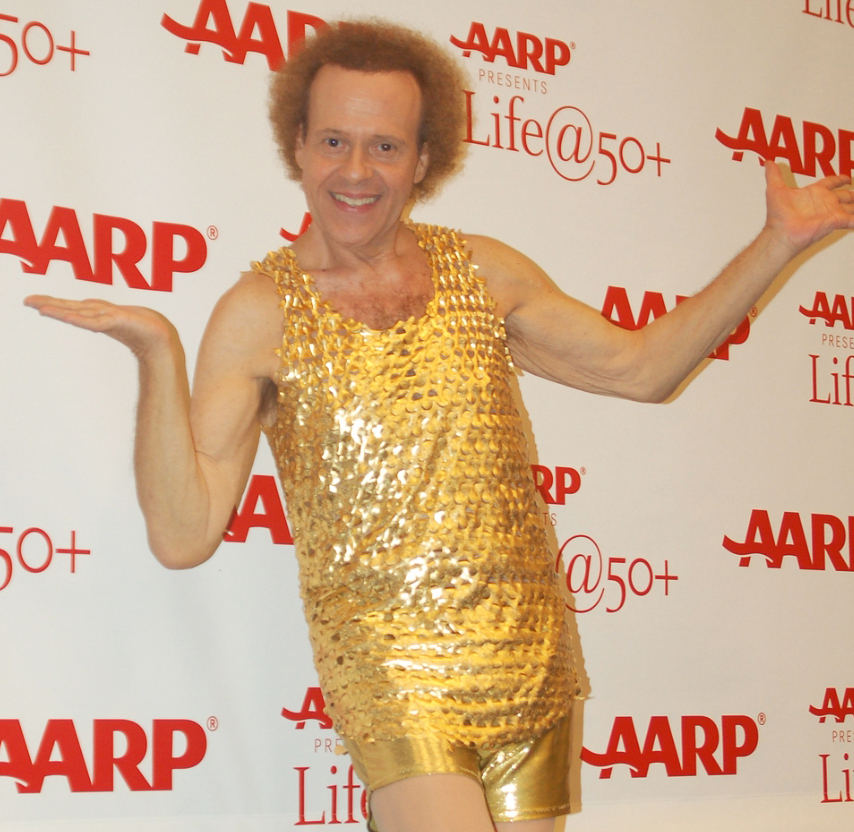
リチャード・シモンズ／7月13日没

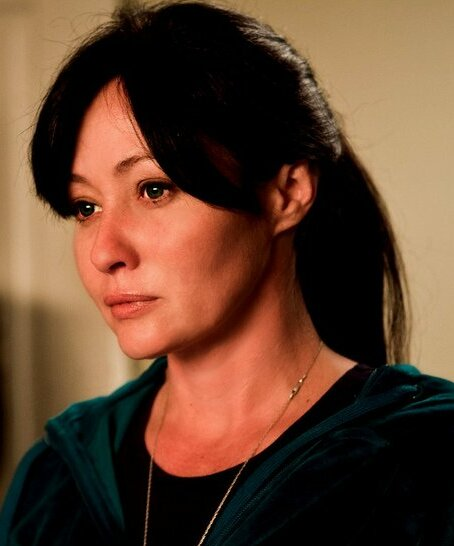
シャナン・ドハーティー／7月13日没

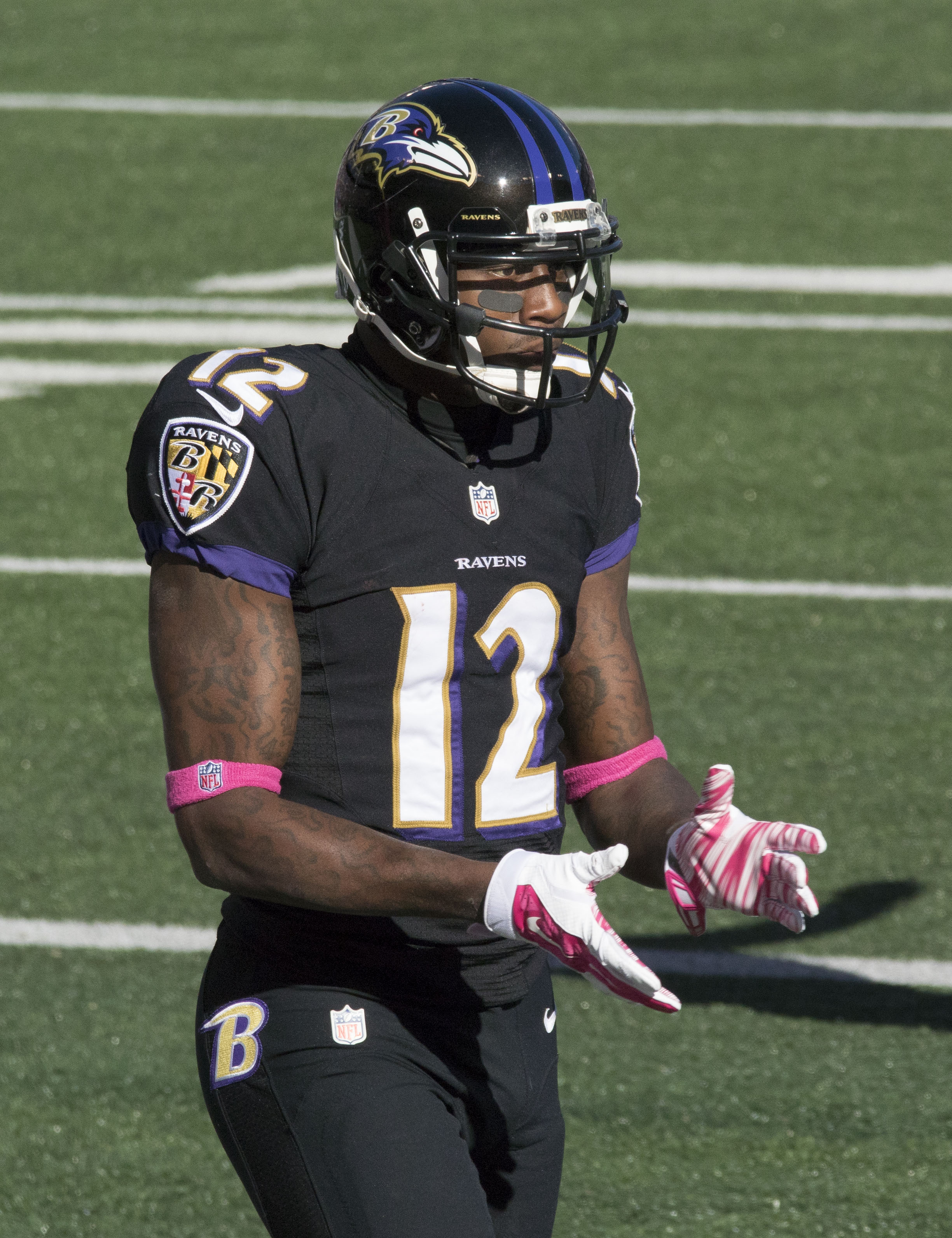
ジャコビー・ジョーンズ／7月14日没（訃報発表日）

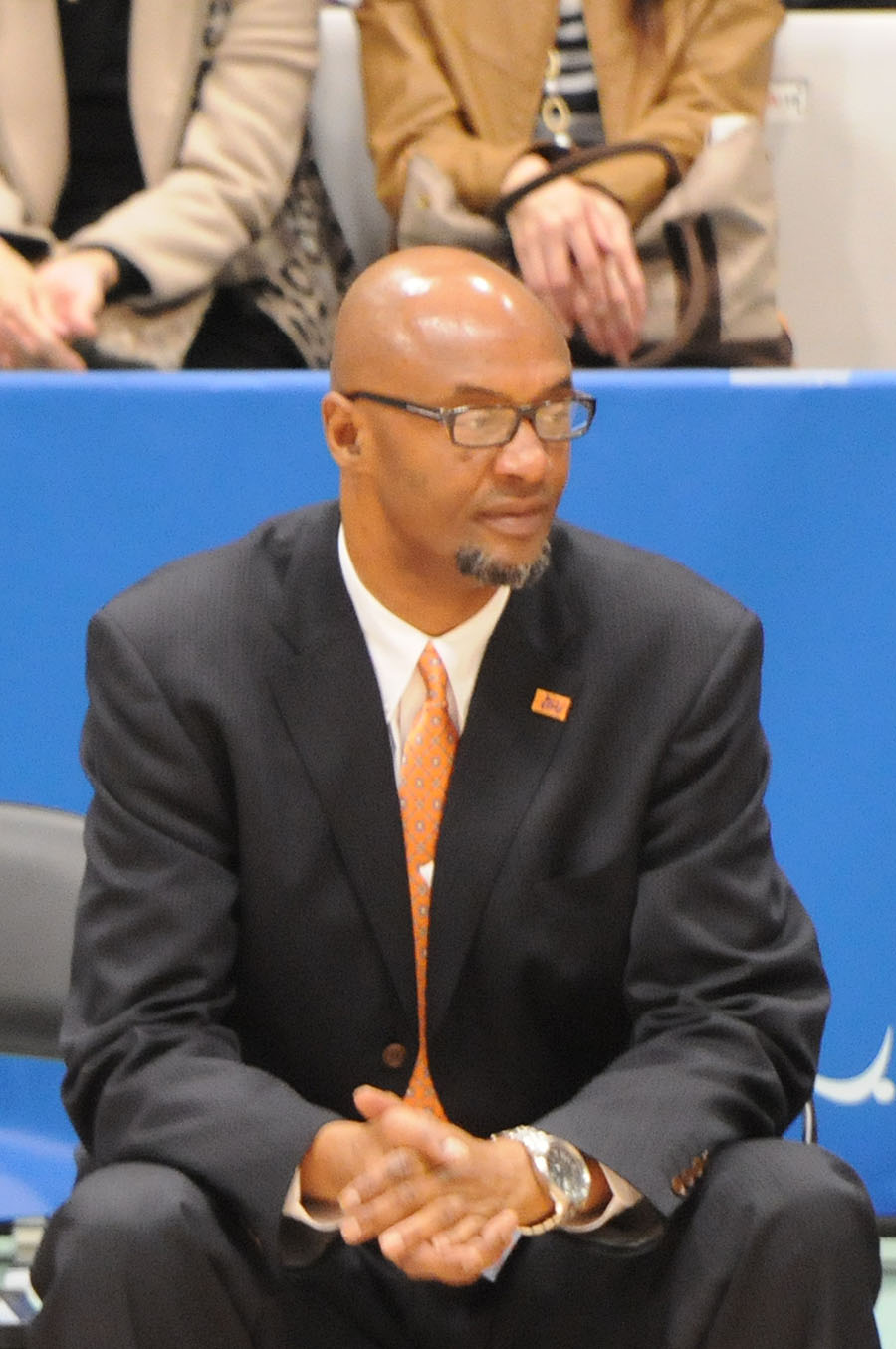
ジョー・ブライアント／7月15日没

- 7月1日（訃報発表日） - ニリュフェル・ギュルソイ（英語版、トルコ語版）、トルコの政治家、元大国民議会議員（* 1921年）[1]
- 7月1日 - ジューン・リーフ（英語版）、アメリカ合衆国の画家、彫刻家、キネティック・アートの芸術家（* 1929年）[2]
- 7月1日 - タラス・フンチャク（英語版、ウクライナ語版）、ソビエト連邦出身のアメリカ合衆国の歴史家、政治学者、ウクライナ人ディアスポラの権利活動家（* 1932年）[3]
- 7月1日 - ロバート・タウン、アメリカ合衆国の脚本家、映画監督（* 1934年）[4]
- 7月1日 - イスマイル・カダレ、アルバニアの詩人、小説家（* 1936年）[5][6][7]
- 7月1日 - ジョルジョ・ビグッツィ（英語版、イタリア語版）、イタリアのカトリック教会の聖職者、元マケニ教区司教（* 1936年）[8]
- 7月1日 - 福田浩平、日本の実業家、教育者、元学校法人成立学園理事長・校長、元東日本ジェイアール古河サッカークラブ・ジェフユナイテッド市原代表取締役（* 1938年?）[9]
- 7月1日 - ジェフリー・ホプキンズ（英語版）、アメリカ合衆国のチベット学者、チベット仏教研究者、チベット語教師、作家、翻訳家、バージニア大学名誉教授（* 1940年）[10]
- 7月1日 - ファウスト・ボルダーロ・ディアス（英語版、ポルトガル語版）、ポルトガルの作曲家、歌手（* 1948年）[11]
- 7月1日 - ワシリー・レヴャコ（英語版、ロシア語版、ベラルーシ語版）、ソビエト連邦、ベラルーシの畜産技術者、コルホーズ幹部、政治家、元共和国院（英語版）議員、元フロドナ州議会議員・副議長（* 1948年）[12]
- 7月1日 - フンソ・アイエジナ（英語版）、ナイジェリアの作家、詩人、劇作家、文学者、文芸評論家、編集者、西インド諸島大学名誉教授（* 1949年）[13]
- 7月1日 - 宇野和之、日本の少年野球指導者、横浜泉中央ボーイズ監督（* 1955年?）[14]
- 7月1日（遺体発見日） - ジャック・フライターク、南アフリカ共和国の元走高跳選手（* 1982年）[15]
- 7月2日 - 松本暎子、日本の書家、さわらび会主宰、元藤女子大学教授（* 1928年?）[16]
- 7月2日（訃報発表日） - ヤン＝エリック・ヴィクストレム（英語版、スウェーデン語版）、スウェーデンの政治家、元教育相、元リクスダーゲン議員、元ウプサラ県知事（* 1932年）[17]
- 7月2日 - 成中英（英語版、中国語版）、中華民国出身のアメリカ合衆国の儒学者、哲学者、ハワイ大学教授（* 1935年）[18]
- 7月2日 - エッラ・ミッチェル（英語版）、アメリカ合衆国の歌手、女優（* 1935年）[19]
- 7月2日 - 小西栄依子（小西榮子）、日本の歌人（* 1936年）[20]
- 7月2日 - 黒沢全紹、日本の真言宗の僧侶、嵯峨美術大学名誉学長、大本山大覚寺第63世門跡、元補陀洛寺住職、元真言宗大覚寺派管長、元真言宗宗会議員・議長、元いけばな嵯峨御流華道総司所総裁、元後七日御修法大阿（* 1936年）[21]
- 7月2日 - 浅野徹、日本の美術史家、名古屋芸術大学名誉教授、初代愛知県美術館館長（* 1938年?）[22]
- 7月2日 - 浜畑賢吉、日本の俳優（* 1942年）[23]
- 7月2日 - 金湧精（朝鮮語版）、大韓民国のジャーナリスト、元韓国日報論説委員、元韓国ケーブルテレビ放送協会副会長（* 1942年）[24]
- 7月2日（訃報発表日） - コムナルド・ニッコライ（英語版、イタリア語版）、イタリアの元プロサッカー選手、元同国代表（* 1946年）[25]
- 7月2日 - ジャン・ドービニー（英語版、フランス語版）、フランスの公務員、政治家、元パリ県・ロワール＝アトランティック県・イル＝エ＝ヴィレーヌ県・オート＝ガロンヌ県・マルヌ県・レユニオン県・ロワール県・ヴォクリューズ県知事（* 1948年）[26]
- 7月2日（訃報発表日） - リック・クラフ（英語版）、カナダのラジオパーソナリティ（* 1950年）[27]
- 7月2日 - トム・ファウラー（英語版）、アメリカ合衆国のミュージシャン、ベーシスト、「イッツ・ア・ビューティフル・デイ」「ザ・マザーズ・オブ・インヴェンション」「エア・ポケット」の元メンバー（* 1951年）[28]
- 7月2日 - カレル・ロティエ（英語版、オランダ語版、フランス語版）、ベルギーの元ロードサイクリスト（* 1953年）[29][30]
- 7月2日 - 大西浩、日本の登山家、指導者、長野県山岳協会副会長（* 1960年?）[31]
- 7月2日 - アイドス・サディコフ（英語版、カザフ語版）、カザフスタンの記者（* 1968年）[32]
- 7月2日 - マイク・ヘスリン（ドイツ語版）、アメリカ合衆国の俳優（* 1988年）[33]
- 7月3日 - ローラン・デュマ、フランスの弁護士、政治家、元外相、元憲法評議会（英語版）議長、元国民議会議員（* 1922年）[34]
- 7月3日 - マッキム・マリオット、アメリカ合衆国の人類学者、社会学者、シカゴ大学名誉教授（* 1924年?）[35]
- 7月3日 - 市村真一、日本の計量経済学者、京都大学名誉教授、元京都大学東南アジア研究センター所長（* 1925年）[36]
- 7月3日 - ホビノ・サンミゲル、スペイン出身の日本の教育者、元聖カタリナ大学・聖カタリナ大学短期大学部学長、元日本カトリック短期大学連盟会長、元愛光学園理事長、元英知大学助教授（* 1941年）[37]
- 7月3日 - マーゴ・マクドナルド、アメリカ合衆国の元アルペンスキーヤー（* 1942年）[38]
- 7月3日 - デイヴィッド・ホフマンズ（英語版）、アメリカ合衆国の調教師（* 1943年）[39]
- 7月3日 - 山本眞理、日本の精神障害者の人権活動家（* 1953年）[40]
- 7月3日（遺体発見日） - ヌグザリ・ツルツミア（英語版、グルジア語版）、ジョージアのグレコローマン式レスラー（* 1997年）[41]
- 7月4日 - 鄭光憲（朝鮮語版）、大韓民国のジャーナリスト、実業家、元朝鮮日報記者（* 1930年）[42]
- 7月4日 - カス・ヤンセンス（英語版、オランダ語版）、オランダの元プロサッカー選手（* 1944年）[43]
- 7月4日 - ウェード・ベル（英語版）、アメリカ合衆国の元中距離走選手（* 1945年）[44]
- 7月4日 - 赤塚真人、日本の俳優（* 1951年）[45]
- 7月4日 - ゾラン・ヴォロトヴィッチ（英語版、セルビア語版）、ユーゴスラビア、モンテネグロの元プロサッカー選手（* 1958年）[46]
- 7月4日（訃報発表日） - ラウル・ドス・サントス（英語版、スペイン語版）、ウルグアイの元プロサッカー選手、元同国代表（* 1967年）[47]
- 7月5日 - 涌井富三郎、日本のスーパーセンテナリアン（* 1913年）[48]
- 7月5日 - ビック・セイシャス、アメリカ合衆国の元テニス選手（* 1923年）[49]
- 7月5日 - ラファエル・ジェミニアーニ、フランスの元ロードサイクリスト（* 1925年）[50]
- 7月5日 - イヴォンヌ・フルノー、フランス出身の女優（* 1926年）[51]
- 7月5日 - 堀幸夫、日本の機械工学者、東京大学名誉教授（* 1927年）[52]
- 7月5日 - ベンクト・サミュエルソン、スウェーデンの生化学者、1982年ノーベル生理学・医学賞受賞者（* 1934年）[53]
- 7月5日 - 小島賢蔵、日本の実業家、元ジャックス社長（* 1940年?）[54]
- 7月5日 - セルジュ・デュコステ（英語版、フランス語版）、ハイチの元プロサッカー選手、元同国代表（* 1944年）[55]
- 7月5日 - 山村辰美、日本の地方公務員、NPO法人幹部、ツシマヤマネコを守る会会長（* 1944年?）[56]
- 7月5日 - 中村隆司、日本の実業家、元日清製粉グループ本社専務取締役、元日清製粉取締役社長、元オリエンタル酵母工業取締役社長（* 1945年）[57]
- 7月5日 - リアナ・イサカーゼ（英語版、グルジア語版）、ソビエト連邦、ジョージアのヴァイオリニスト（* 1946年）[58]
- 7月5日（訃報発表日） - ニコライ・コロリコフ（英語版、ロシア語版）、ソビエト連邦、ロシアの元馬術選手、指導者、1980年オリンピック金メダリスト（* 1946年）[59]
- 7月5日 - ジョン・ランドー、アメリカ合衆国の映画プロデューサー（* 1960年）[60]
- 7月5日 - ジアウル・ラフマン（英語版、ベンガル語版）、バングラデシュのチェスプレーヤー、グランドマスター（* 1974年）[61]
- 7月5日 - GONGON（菅原勇太）、日本のミュージシャン、歌手、「B-DASH」の元ボーカリスト・ギタリスト（* 1977年）[62]
- 7月6日 - 勝末コ、日本のスーパーセンテナリアン（* 1912年）[63]
- 7月6日 - ミルタ・ディアス＝バラルト（英語版、スペイン語版）、キューバの女性、フィデル・カストロの元妻（* 1928年）[64]
- 7月6日 - フアン・ミゲル・ビジャール・ミール（英語版、スペイン語版）、スペインの実業家、政治家、元第3副首相・財務相、OHLAの創業者（* 1931年）[65]
- 7月6日（訃報発表日） - ハビエル・バリェ＝リエストラ（英語版、スペイン語版）、ペルーの弁護士、政治家、元首相、元共和国議会・元老院（スペイン語版）・代議院（スペイン語版）・制憲議会（英語版）議員、元リマ市議会議員（* 1932年）[66]
- 7月6日 - 伊藤公象、日本の陶造形作家、金沢美術工芸大学名誉客員教授（* 1932年）[67]
- 7月6日 - エヴァート・フック（英語版）、南ローデシア出身の南アフリカ共和国・カナダの岩石力学者（英語版）、元インペリアルカレッジ・トロント大学教授（* 1933年）[68]
- 7月6日 - 国本晴美、日本の浪曲師（* 1937年）[69]
- 7月6日 - ランベルト・アントニオ（英語版）、フィリピンの詩人（* 1946年）[70]
- 7月6日 - 大瀬うたじ、日本の漫才師、「大瀬ゆめじ・うたじ」のメンバー（* 1948年）[71]
- 7月6日（訃報発表日） - ジュディス・ベルーシ・ピサーノ（英語版）、アメリカ合衆国の女優、映画プロデューサー（* 1951年）[72]
- 7月6日 - ピーノ・ダンジョ（英語版、イタリア語版）、イタリアのディスコ・ミュージシャン、シンガーソングライター（* 1952年）[73]
- 7月6日 - ジミー・ハースト、アメリカ合衆国の元プロ野球選手【広島東洋カープなどに所属】（* 1972年）[74]
- 7月6日 - 木村山守、日本の元大相撲力士、年寄岩友（* 1981年）[75]
- 7月6日 - アーメド・レファート（英語版、アラビア語版）、エジプトのプロサッカー選手、同国代表（* 1993年）[76]
- 7月6日 - アンドレ・ドレーゲ（英語版、ノルウェー語版）、ノルウェーのプロサイクリスト（* 1999年）[77][78]
- 7月7日 - ホセ・マリア・アルバレス（英語版、スペイン語版）、スペインの詩人、小説家（* 1942年）[79]
- 7月7日 - ハイム・ブレジス（英語版、フランス語版）、フランスの数学者、ソルボンヌ大学名誉教授（* 1944年）[80]
- 7月7日 - 庄野伸十郎、日本の地域文化団体幹部、朝鮮通信使行列振興会名誉会長、元対馬観光物産協会会長（* 1944年?）[81]
- 7月7日 - 大島征夫、日本のクリエイティブ・ディレクター（* 1945年?）[82]
- 7月7日 - ブルーノ・ザニン（英語版、イタリア語版）、イタリアの俳優、戦地リポーター、人権活動家、小説家（* 1951年）[83]
- 7月7日 - ジョン・オマホニー（英語版、アイルランド語版）、アイルランドの政治家、ゲーリックフットボール指導者、元シャナズ・エアラン議員、元ドイル・エアラン議員（* 1953年）[84]
- 7月7日 - 天野天街、日本の劇作家、演出家（* 1960年）[85]
- 7月7日 - ジェーン・マカレヴィー（英語版）、アメリカ合衆国の労働運動家、作家、カリフォルニア大学バークレー校労働雇用研究所研究員（* 1964年）[86]
- 7月8日 - ヨーグヴァン・スンドシュタイン（英語版、フェロー語版）、フェロー諸島の公認会計士、政治家、元首相・財務相、元レクティング議員・議長（* 1933年）[87]
- 7月8日 - 正司照枝、日本の漫才師、タレント、女優、元「かしまし娘」のメンバー（* 1933年）[88]
- 7月8日 - 山本順之、日本の能楽師、観世流シテ方、重要無形文化財保持者（* 1938年）[89]
- 7月8日 - 布施勉、日本の法学者、横浜市立大学第18・19代学長、国際海洋法学会理事・企画評議会議長（* 1941年）[90]
- 7月8日（訃報発表日） - アドリアン・オリバレス（英語版）、メキシコの歌手、「メヌード」の元メンバー（* 1976年?）[91]
- 7月9日 - 金斗燮、大韓民国の政治家、元国会議員（* 1930年）[92]
- 7月9日 - マクシン・シンガー（英語版）、アメリカ合衆国の分子生物学者、カーネギー研究所名誉所長（* 1931年）[93]
- 7月9日 - ジェームズ・インホフ（英語版）、アメリカ合衆国の政治家、元上院・下院議員、元タルサ市長、元オクラホマ州議会上院・下院議員（* 1934年）[94]
- 7月9日 - アル＝ヘーディー・ムヘニー（英語版、アラビア語版）、チュニジアの医学者、政治家、元国防相・内務相・社会事務相・保健相（* 1942年）[95]
- 7月9日 - イェジー・シュトゥル、ポーランドの俳優、映画監督、脚本家、元クラクフ国立演劇アカデミー（英語版）院長（* 1947年）[96][97][98]
- 7月9日 - デイヴィッド・ローリー（英語版）、アメリカ合衆国の脚本家、映画プロデューサー（* 1953年）[99]
- 7月9日 - マルセル・スヒムスハイメル（オランダ語版）、オランダの音楽プロデューサー、ベーシスト（* 1963年）[100]
- 7月10日 - 上山保彦、日本の実業家、元住友生命保険社長（* 1929年）[101]
- 7月10日 - 臼井孝之、日本の実業家、元ロイヤルホテル社長（* 1932年）[102]
- 7月10日 - ジョー・エングル、アメリカ合衆国の空軍軍人、パイロット、宇宙飛行士、アメリカ空軍少将（* 1932年）[103]
- 7月10日 - マーク・ナーラヴ、アメリカ合衆国の計量経済学者、農業経済学者、元メリーランド大学教授（* 1933年）[104]
- 7月10日 - 樺沢襄、日本の弁理士、元日本弁理士会会長（* 1934年?）[105]
- 7月10日（訃報発表日） - トマス・ヘプカー（英語版、ドイツ語版）、ドイツの写真家（* 1936年）[106]
- 7月10日 - 徳田虎雄、日本の医師、政治家、元沖縄開発政務次官、元衆議院議員、元自由連合代表、医療法人徳洲会グループ創設者・初代理事長、元日本体操協会会長（* 1938年）[107]
- 7月10日 - 渡辺要、日本の演歌歌手（* 1944年）[108]
- 7月10日（訃報発表日） - キルステン・デールホルム（英語版、デンマーク語版）、デンマークのビジュアルアーティスト、舞台演出家（* 1945年）[109]
- 7月10日 - デイヴィッド・ロギンス、アメリカ合衆国のシンガーソングライター（* 1947年）[110]
- 7月10日 - ハンス＝オットー・シューマッハー（英語版、ドイツ語版）、ドイツの元スラローム・カヌーイスト、1972年オリンピック銀メダリスト（* 1950年）[111]
- 7月10日 - ヤーニス・ストラウメ（英語版、ラトビア語版）、ラトビアの医師、政治家、元サエイマ議員・議長（* 1962年）[112]
- 7月10日 - 中村靖日、日本の俳優（* 1972年）[113]
- 7月10日（訃報発表日） - マリアン・ヴェリク（英語版、ルーマニア語版）、ルーマニアの元ボクサー（* 1977年）[114]
- 7月11日 - 鉄本邦雄、日本の実業家、元大阪魚市場社長（* 1931年?）[115]
- 7月11日 - ヴィリー・コスロフスキ（英語版、ドイツ語版）、ドイツの元プロサッカー選手、元西ドイツ代表（* 1937年）[116]
- 7月11日 - ナナ・ヌリアナ（英語版、インドネシア語版）、インドネシアの陸軍軍人、政治家、インドネシア陸軍少将、元西ジャワ州知事（* 1938年）[117]
- 7月11日 - モンテ・キフィン、アメリカ合衆国のアメリカンフットボール指導者（* 1940年）[118]
- 7月11日（訃報発表日） - エドヴァルト・レドリニスキ（英語版、ポーランド語版）、ポーランドの小説家、劇作家、脚本家（* 1940年）[119]
- 7月11日 - シェリー・デュヴァル、アメリカ合衆国の女優（* 1949年）[120]
- 7月11日 - 中川勝博、日本の実業家、元NECモバイリング社長（* 1949年）[121]
- 7月11日 - ヤジッド・ビン・アブドゥル・カディル・ジャワス（英語版、インドネシア語版）、インドネシアの作家、イスラム教スンナ派の説教者、サラフィー主義のウスタッド（英語版）（* 1963年）[122]
- 7月11日 - 秦野隆光、日本のお笑い芸人、「マンホルモン」のメンバー（* 1989年?）[123]
- 7月12日 - 松谷蒼一郎、日本の建設官僚、政治家、元内閣官房副長官、元科学技術政務次官、元参議院議員【自由民主党所属】（* 1928年）[124]
- 7月12日 - 張存浩、中華人民共和国の物理化学者、元国家自然科学基金委員会（中国語版）中国共産党党組（中国語版）書記・主任、元中国科学院大連化学物理研究所所長（* 1928年）[125]
- 7月12日 - ルース・ウエストハイマー（英語版、ドイツ語版）、ドイツ出身のアメリカ合衆国の性セラピスト（英語版）、心理学者、ホロコースト生存者（* 1928年）[126][127]
- 7月12日 - トンケ・ドラフト（英語版、オランダ語版）、オランダの児童文学作家（* 1930年）[128]
- 7月12日 - 李祐在（朝鮮語版）、大韓民国の陸軍軍人、政治家、実業家、大韓民国陸軍准将、元逓信部長官、元国会議員、元国家保衛非常対策委員会常任委員、元韓国電気通信公社社長（* 1934年）[129]
- 7月12日 - 小原乃梨子、日本の声優、女優（* 1935年）[130]
- 7月12日 - 宮原秀夫、日本の情報ネットワーク工学者、アジア太平洋研究所所長、元大阪大学総長・大型計算機センター所長（* 1943年）[131]
- 7月12日 - 大沢勉、日本の元プロ野球選手【東映フライヤーズ・日拓ホームフライヤーズ・日本ハムファイターズ所属】、少年野球指導者、元リトルシニア秋田・リトルシニア能代監督（* 1948年）[132]
- 7月12日 - ビル・ヴィオラ、アメリカ合衆国のビデオ・アーティスト（* 1951年）[133]
- 7月12日（訃報発表日） - 李炳勲（朝鮮語版）、大韓民国の元プロ野球選手、野球解説者（* 1967年）[134]
- 7月13日 - 島村恒俊、日本の実業家、しまむら創業者（* 1926年）[135]
- 7月13日 - ジェームズ・シッキング、アメリカ合衆国の俳優（* 1934年）[136]
- 7月13日（訃報発表日） - バス・マリーパールド（英語版、オランダ語版）、オランダの元ロードサイクリスト（* 1938年）[137]
- 7月13日 - 伊丹賢太郎、日本のアナウンサー（* 1941年）[138]
- 7月13日（訃報発表日） - バリー・ウェルマン（英語版）、アメリカ合衆国出身のカナダの社会学者（* 1942年）[139]
- 7月13日 - リチャード・シモンズ、アメリカ合衆国のフィットネストレーナー、テレビ司会者、ビデオ・プロデューサー（* 1948年）[140][141]
- 7月13日 - 佐野良一、日本のイベント・プロデューサー、ジャーナリスト、韓国文化専門家、韓国料理店経営者、元韓国日報記者（* 1950年）[142]
- 7月13日（訃報発表日） - ロン・E・スパークス（英語版）、オーストラリアのラジオパーソナリティ、テレビ司会者、アナウンサー（* 1951年または1952年）[143][144]
- 7月13日 - イングリーダ・ラティミラ＝ウードレ（英語版、ラトビア語版）、ラトビアの政治家、元経済相、元サエイマ議員・議長（* 1958年）[145]
- 7月13日（訃報発表日） - イリヤ・ヴァロフ（英語版、ブルガリア語版）、ブルガリアの元プロサッカー選手、指導者、元同国代表（* 1961年）[146]
- 7月13日 - ムハンマド・デイフ、パレスチナ国の軍人、イッズッディーン・アル＝カッサーム旅団の司令官（* 1965年）[147]
- 7月13日 - シャナン・ドハーティー、アメリカ合衆国の女優（* 1971年）[148]
- 7月13日 - トーマス・マシュー・クルックス、アメリカ合衆国の暗殺未遂犯、ドナルド・トランプ暗殺未遂事件の銃撃者（* 2003年）[149]
- 7月14日 - 張寿栄（中国語版）、中華人民共和国の製鋼・冶金技術者、元武漢鋼鉄集団中国共産党委員会常務委員・技師長（* 1928年）[150]
- 7月14日 - ジェリー・ウォーカー（英語版）、アメリカ合衆国の元プロ野球選手（* 1939年）[151]
- 7月14日 - 植木政明、日本の空手家、指導者、日本空手協会首席師範（* 1939年）[152]
- 7月14日 - 竹本信弘（滝田修）、日本の新左翼活動家、元京都大学経済学部助手（* 1940年）[153]
- 7月14日（訃報発表日） - トゥペニ・ババ（英語版）、フィジーの教育学者、政治家、元副首相・外相・教育相、元フィジー議会議員、フィジー大学（英語版）教授（* 1942年）[154]
- 7月14日 - 丸山永樹、日本の実業家、元エムケー精工社長（* 1943年）[155]
- 7月14日 - 矢玉四郎、日本の児童文学作家、絵本作家、漫画家（* 1944年）[156]
- 7月14日 - ジュリアン・アンダヴォ・ムビア（英語版、フランス語版）、コンゴ民主共和国のカトリック教会の聖職者、イシロ・ニャンガラ（英語版）教区司教（* 1950年）[157]
- 7月14日（訃報発表日） - ディミタル・ザプリャノフ、ブルガリアの柔道家、1980年オリンピック銀メダリスト（* 1960年）[158]
- 7月14日 - カトリーナ・ハンセ＝ヒマルワ（英語版）、ナミビアの政治家、元教育芸術文化相、元国民議会（英語版）議員、元ハルダプ州知事（* 1967年）[159]
- 7月14日（訃報発表日） - ジャコビー・ジョーンズ、アメリカ合衆国の元プロアメリカンフットボール選手、指導者（* 1984年）[160]
- 7月15日 - 蔣賛初（中国語版）、中華人民共和国の考古学者、歴史学者、南京大学教授（* 1927年）[161]
- 7月15日 - 永井一夫、日本の不動産会社経営者、関西棋院副理事長（* 1930年?）[162]
- 7月15日 - ケヴィン・マニング（英語版）、オーストラリアのカトリック教会の聖職者、パラマタ教区名誉司教、元アーミデイル教区司教（* 1933年）[163]
- 7月15日（訃報発表日） - ジャック・ブーデ（英語版、フランス語版）、フランスの俳優（* 1935年）[164]
- 7月15日 - ヒョンチョル（カン・サンス）、大韓民国のトロット歌手（* 1942年）[165]
- 7月15日 - ヴィーテケ・ファン・ドルト（英語版、オランダ語版）、インドネシア出身のオランダの女優、歌手、作家（* 1943年）[166]
- 7月15日 - 沢部清、日本の実業家、元電源開発会長（* 1946年）[167]
- 7月15日 - ジョー・ブライアント、アメリカ合衆国の元プロバスケットボール選手、指導者、元東京アパッチ・レラカムイ北海道・ライジング福岡ヘッドコーチ（* 1954年）[168]
- 7月15日 - トムクラフト（英語版、ドイツ語版）（トマス・ブリュクナー）、ドイツのDJ、音楽プロデューサー（* 1975年）[169]

## 16日 - 31日

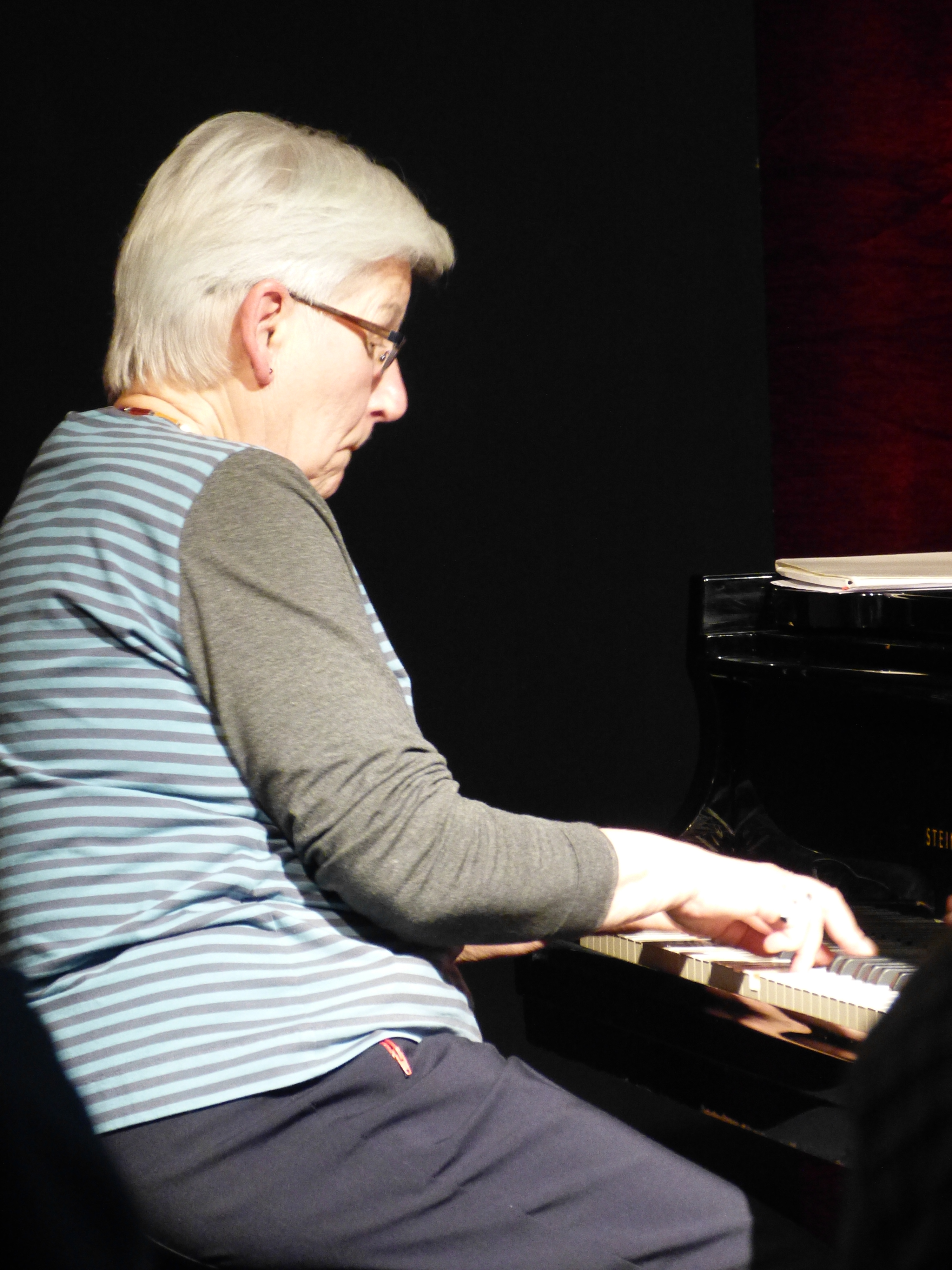
イレーネ・シュヴァイツァー／7月16日没

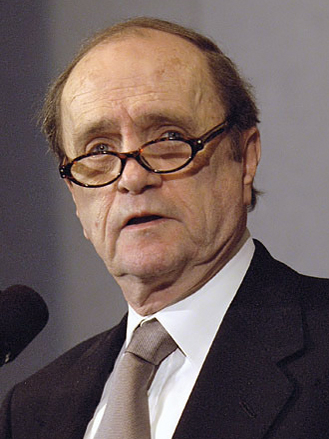
ボブ・ニューハート／7月18日没

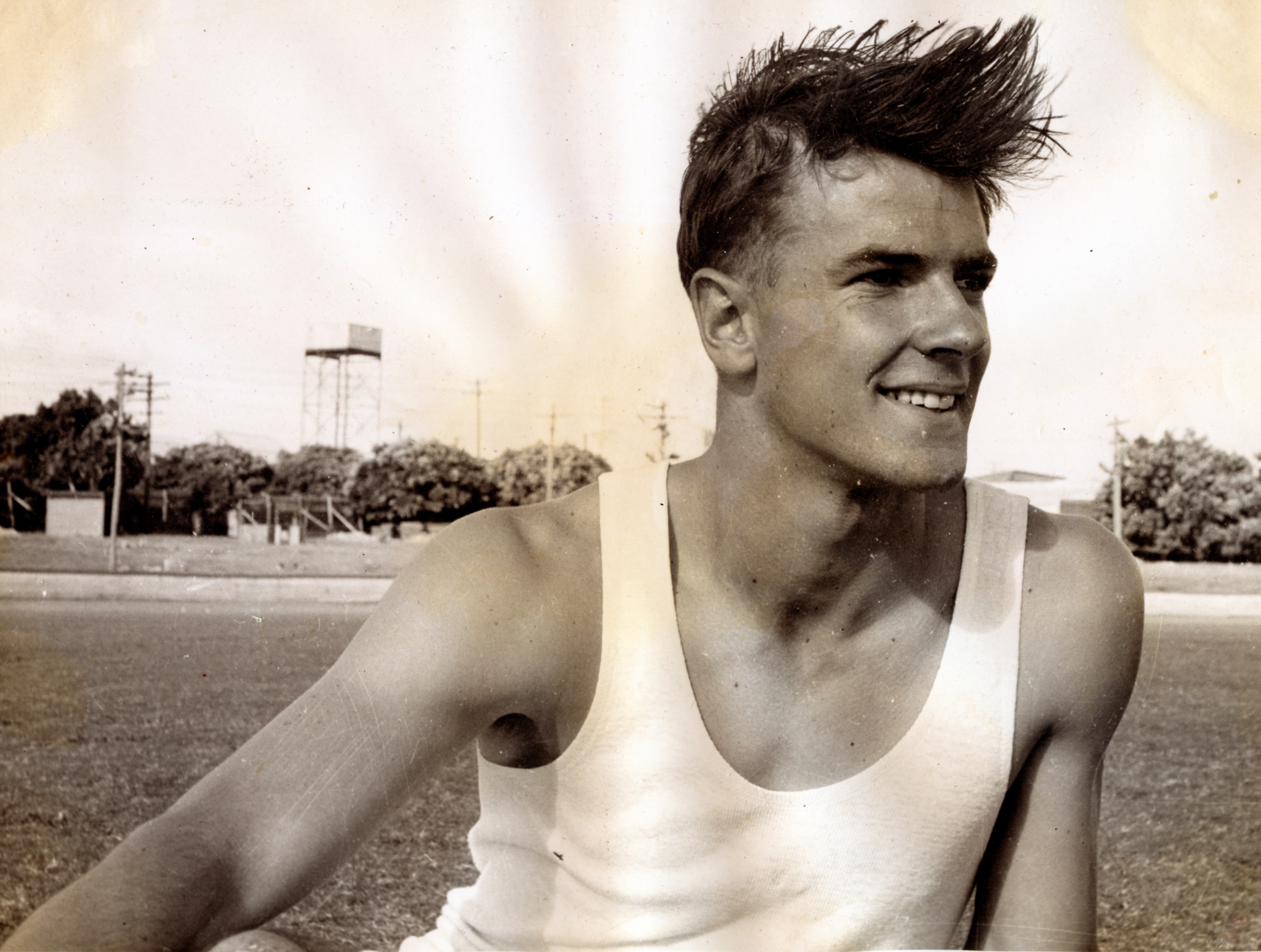
ケバン・ゴスパー／7月19日没

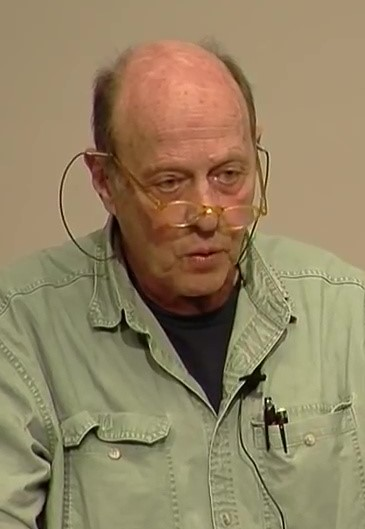
ジェームズ・C・スコット／7月19日没

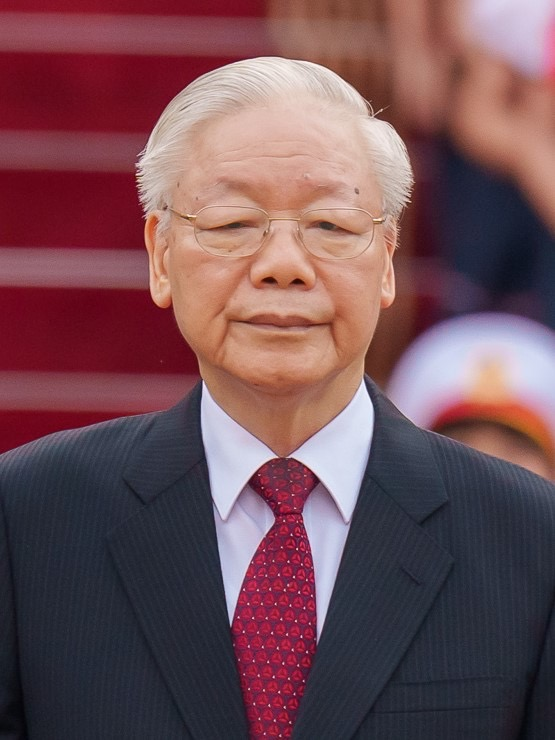
グエン・フー・チョン／7月19日没

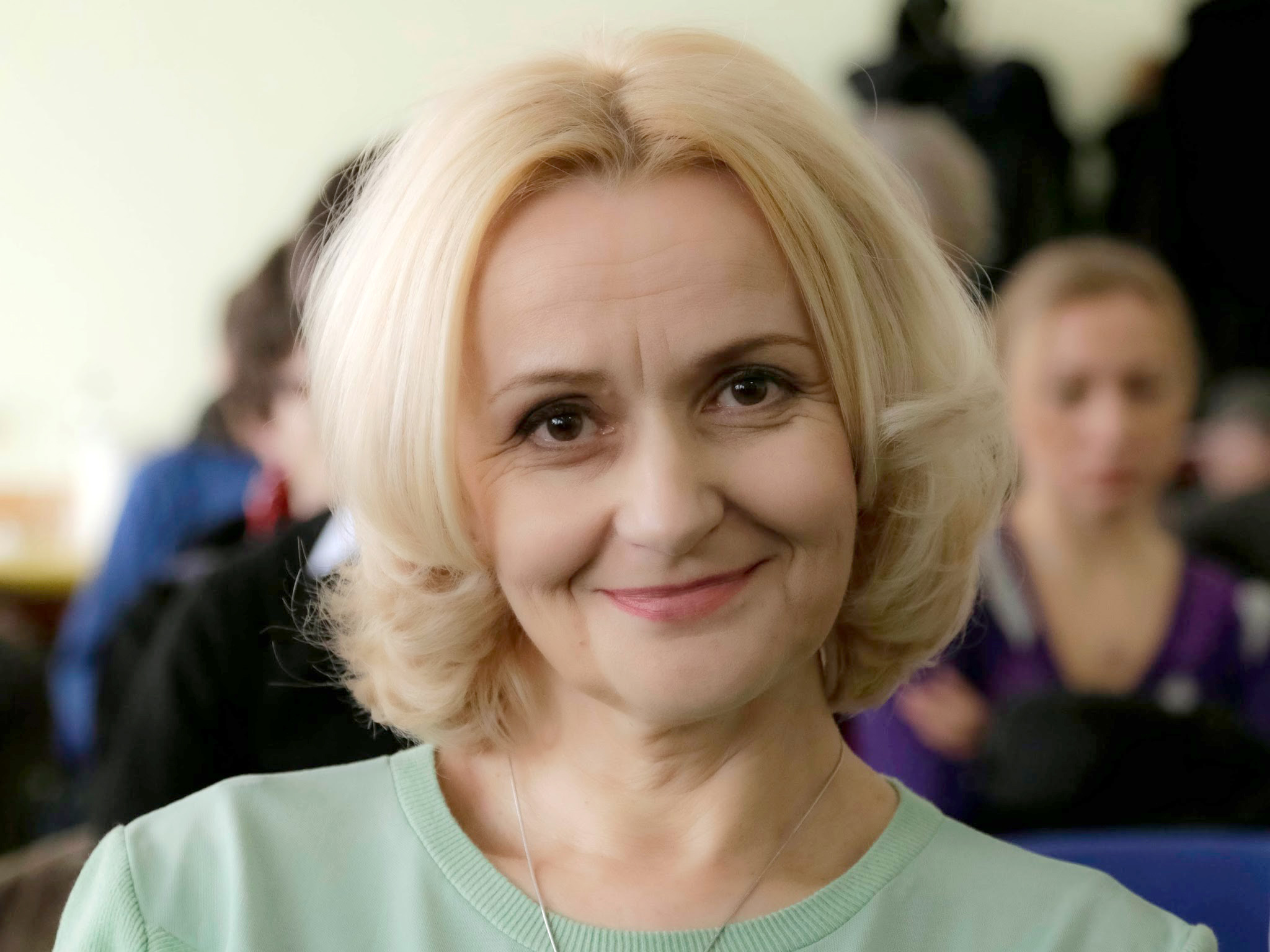
イリーナ・ファリオン／7月19日没

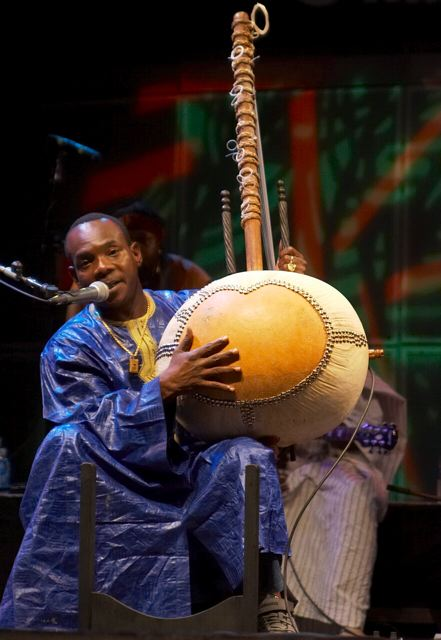
トゥマニ・ジャバテ／7月19日没

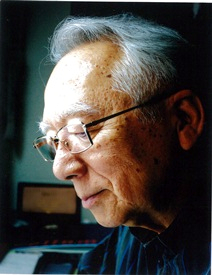
湯浅譲二／7月21日没

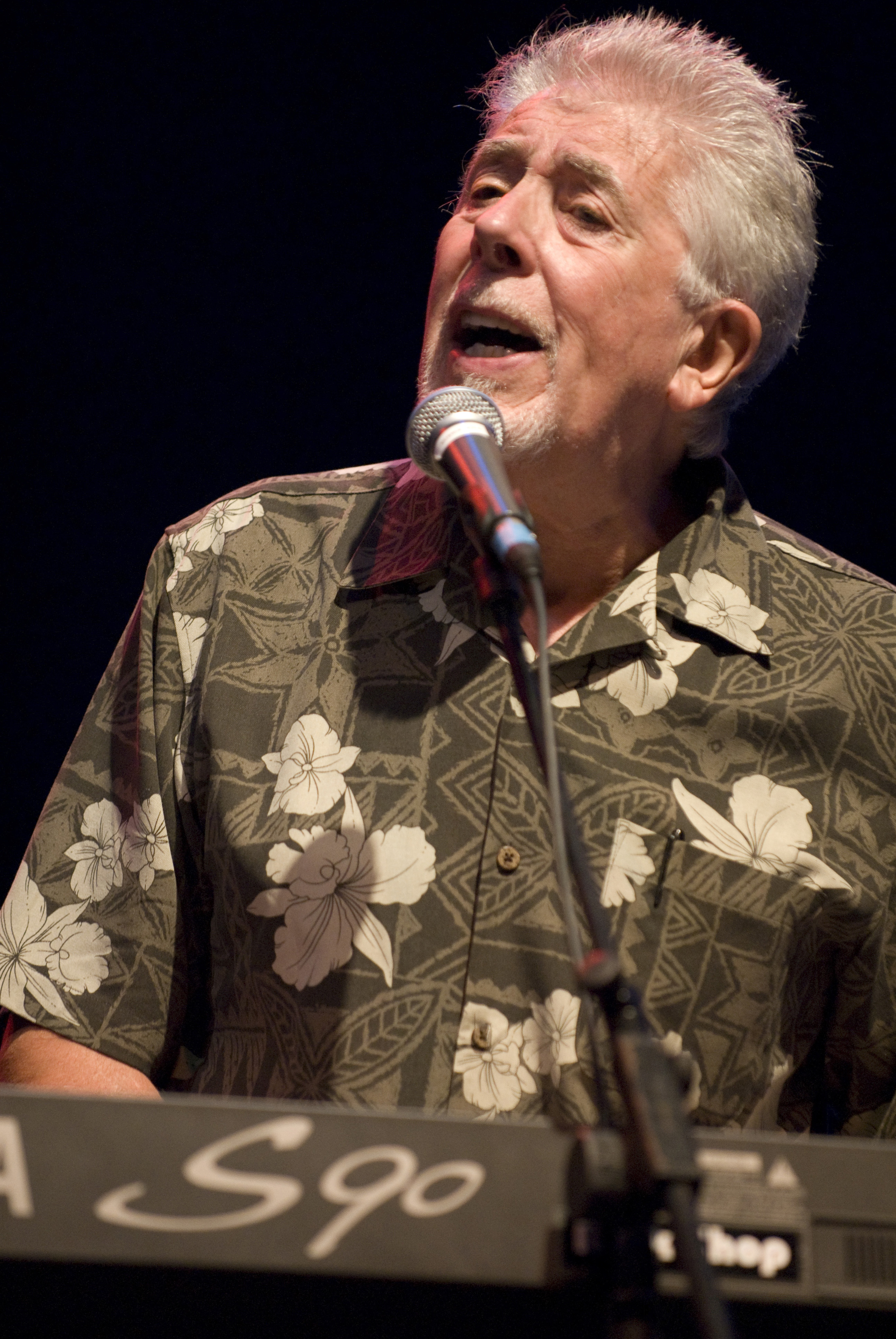
ジョン・メイオール／7月22日没

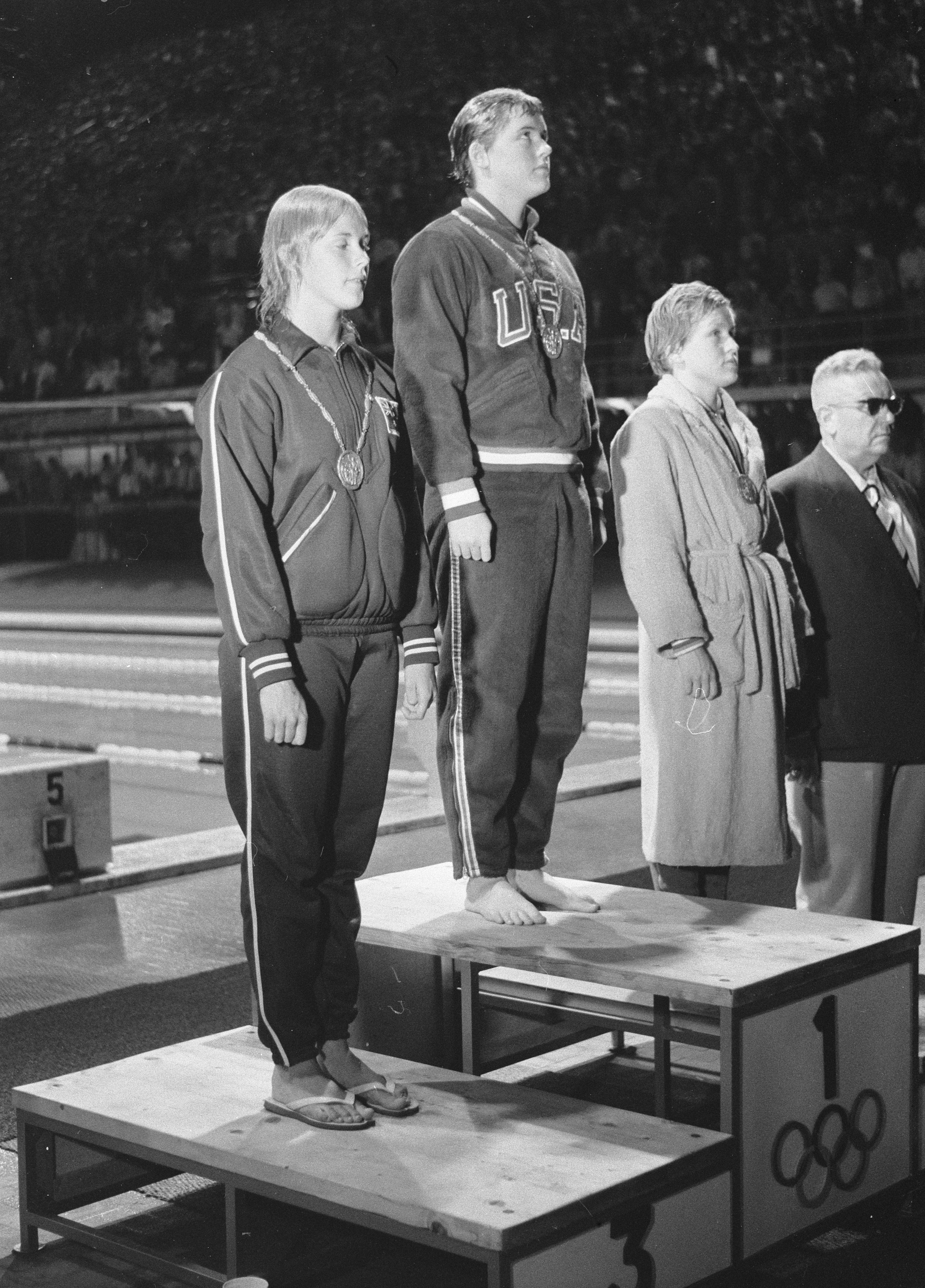
キャロリン・シューラー（左から2番目）／7月22日没

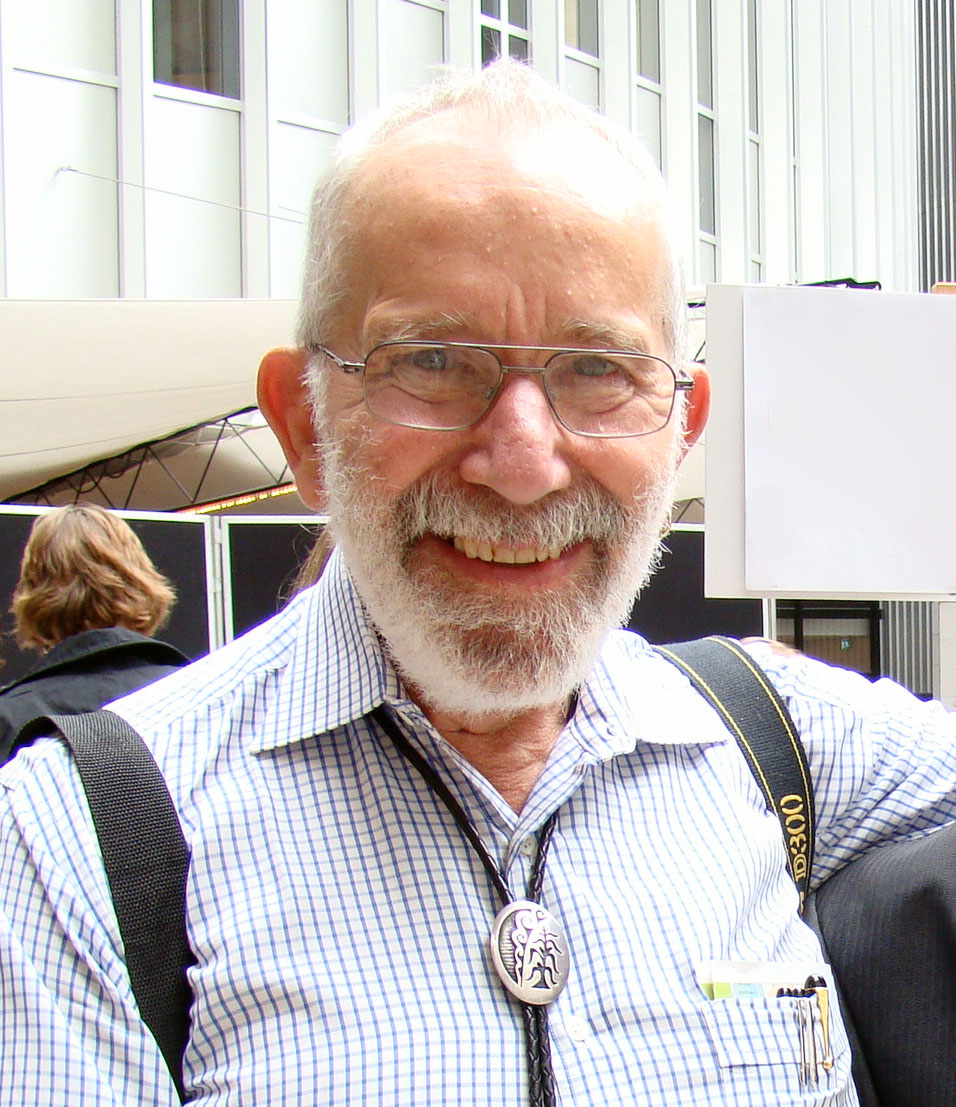
ロビン・ウォレン／7月23日没

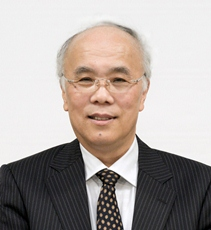
田中啓二／7月23日没

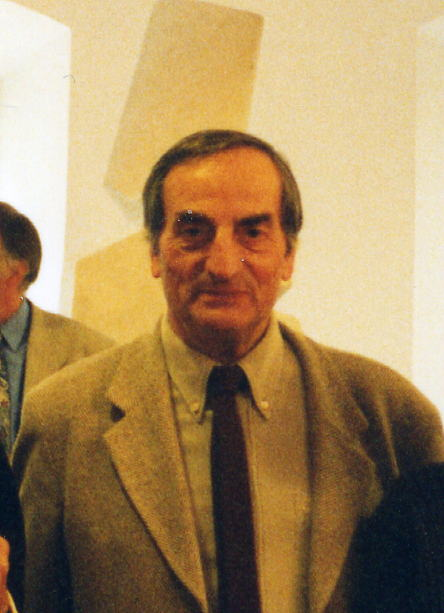
シャルル・ジュリエ／7月26日没

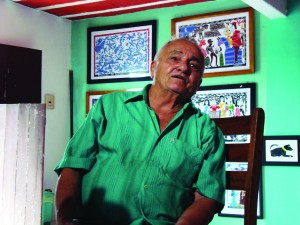
J・ボルジェス／7月26日没

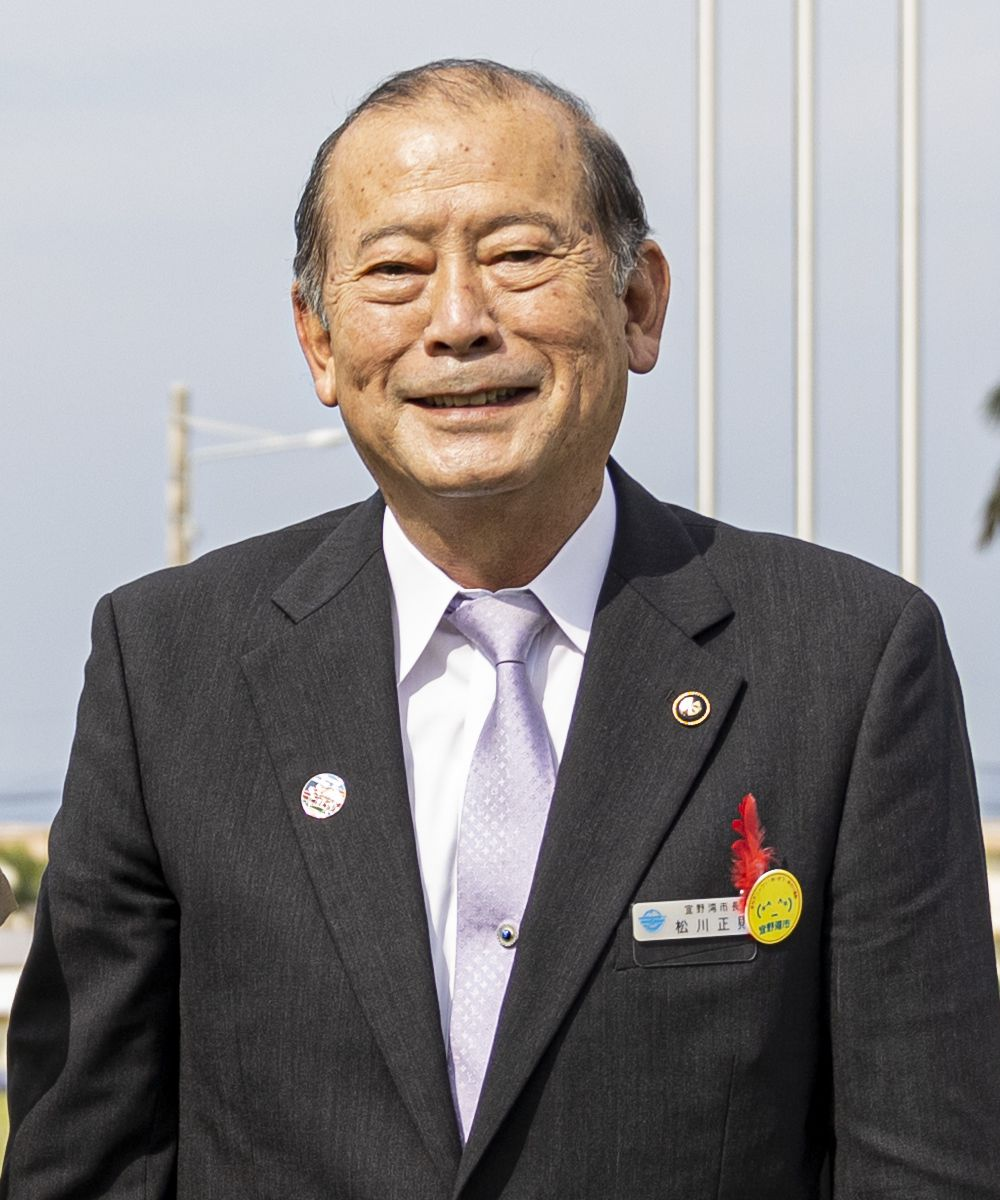
松川正則／7月26日没

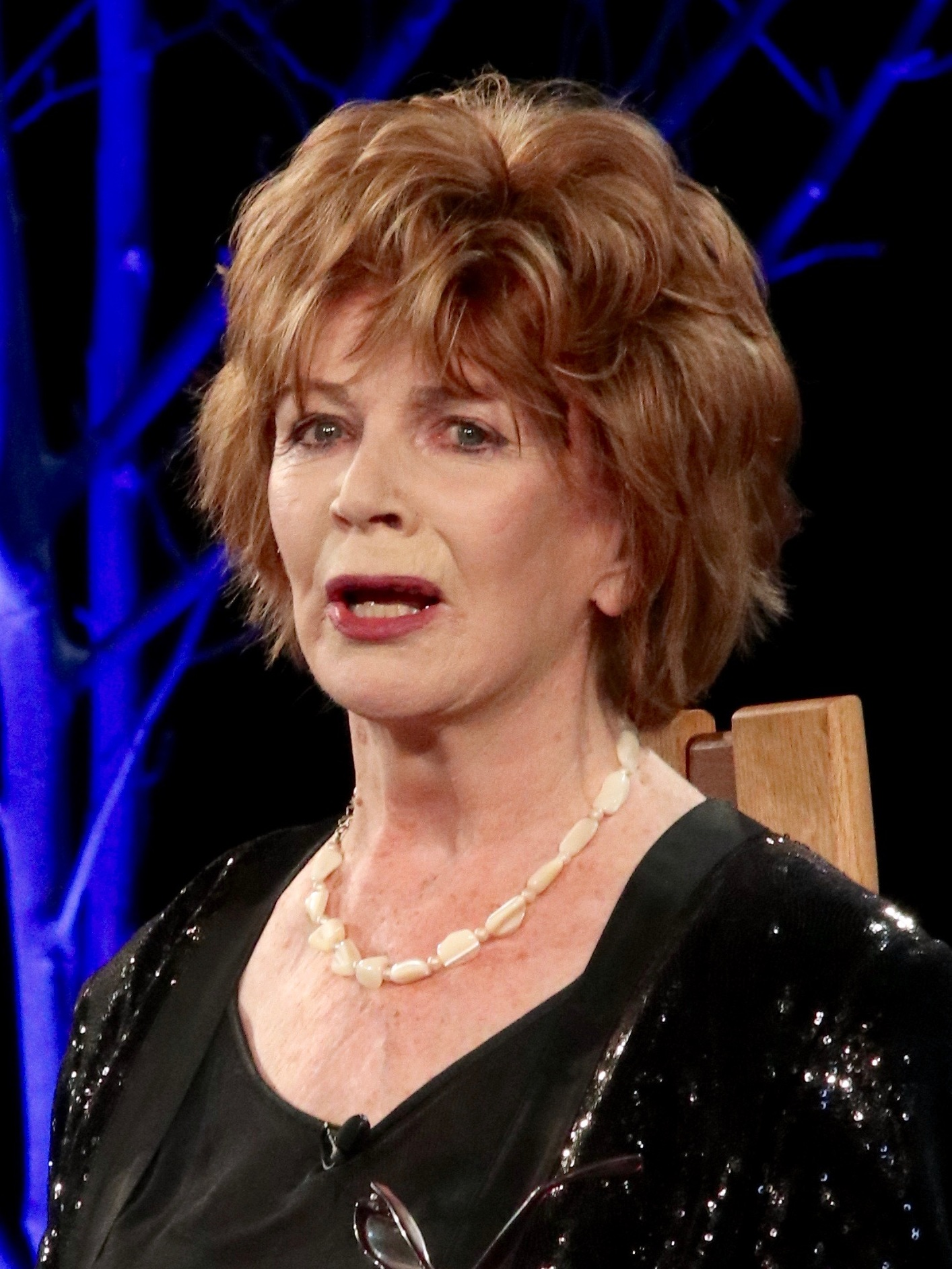
エドナ・オブライエン／7月27日没

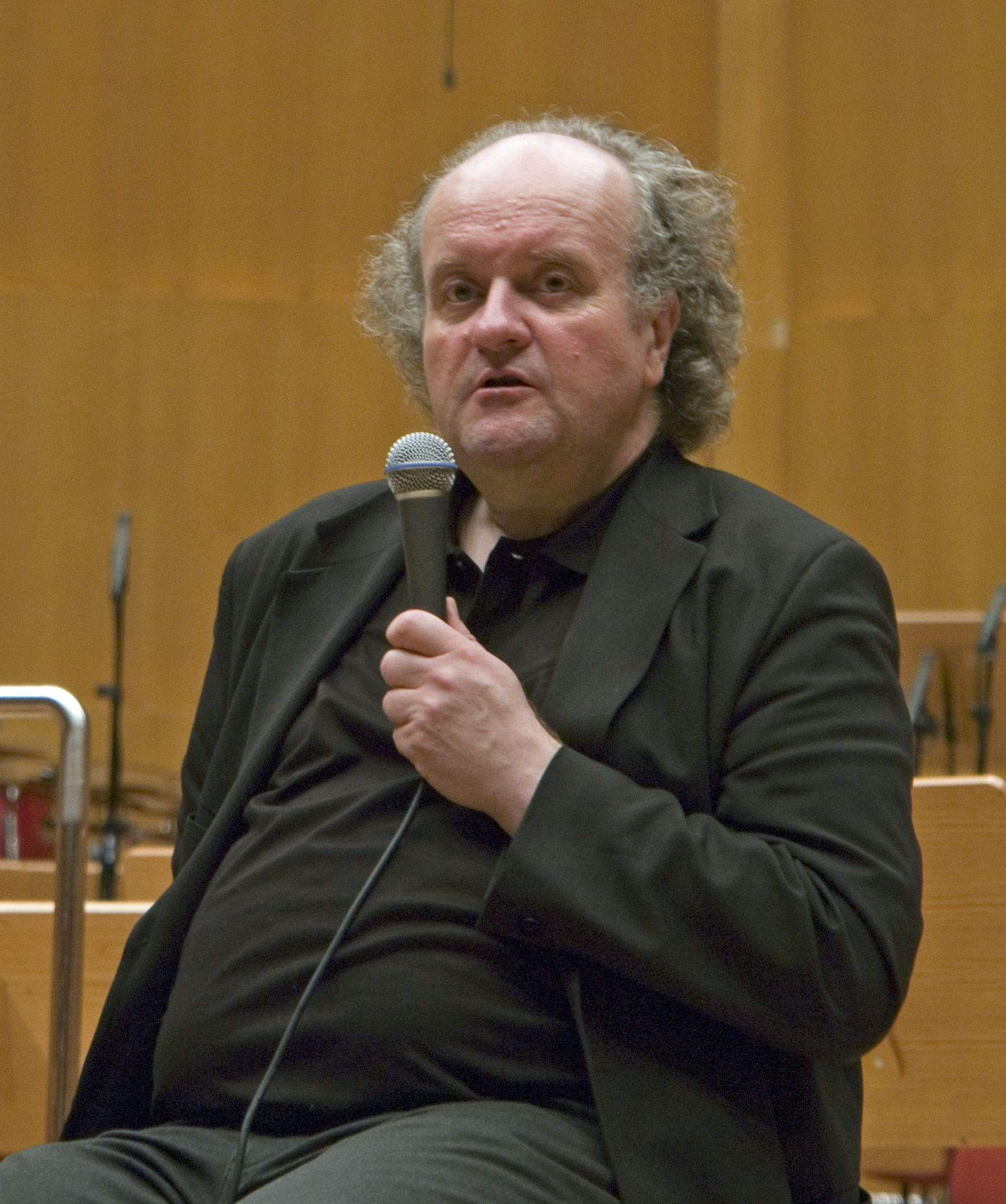
ヴォルフガング・リーム／7月27日没

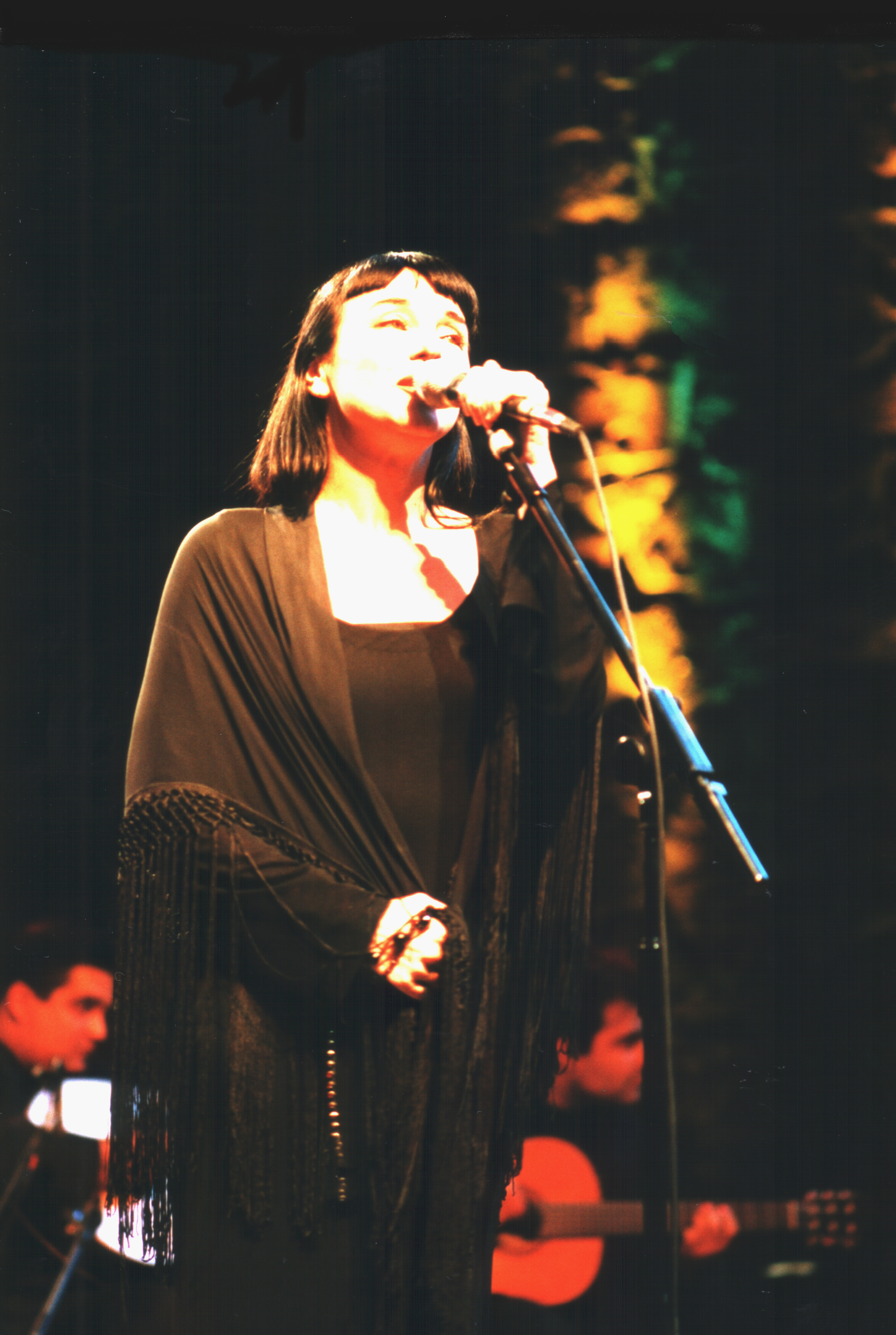
ミージア／7月27日没

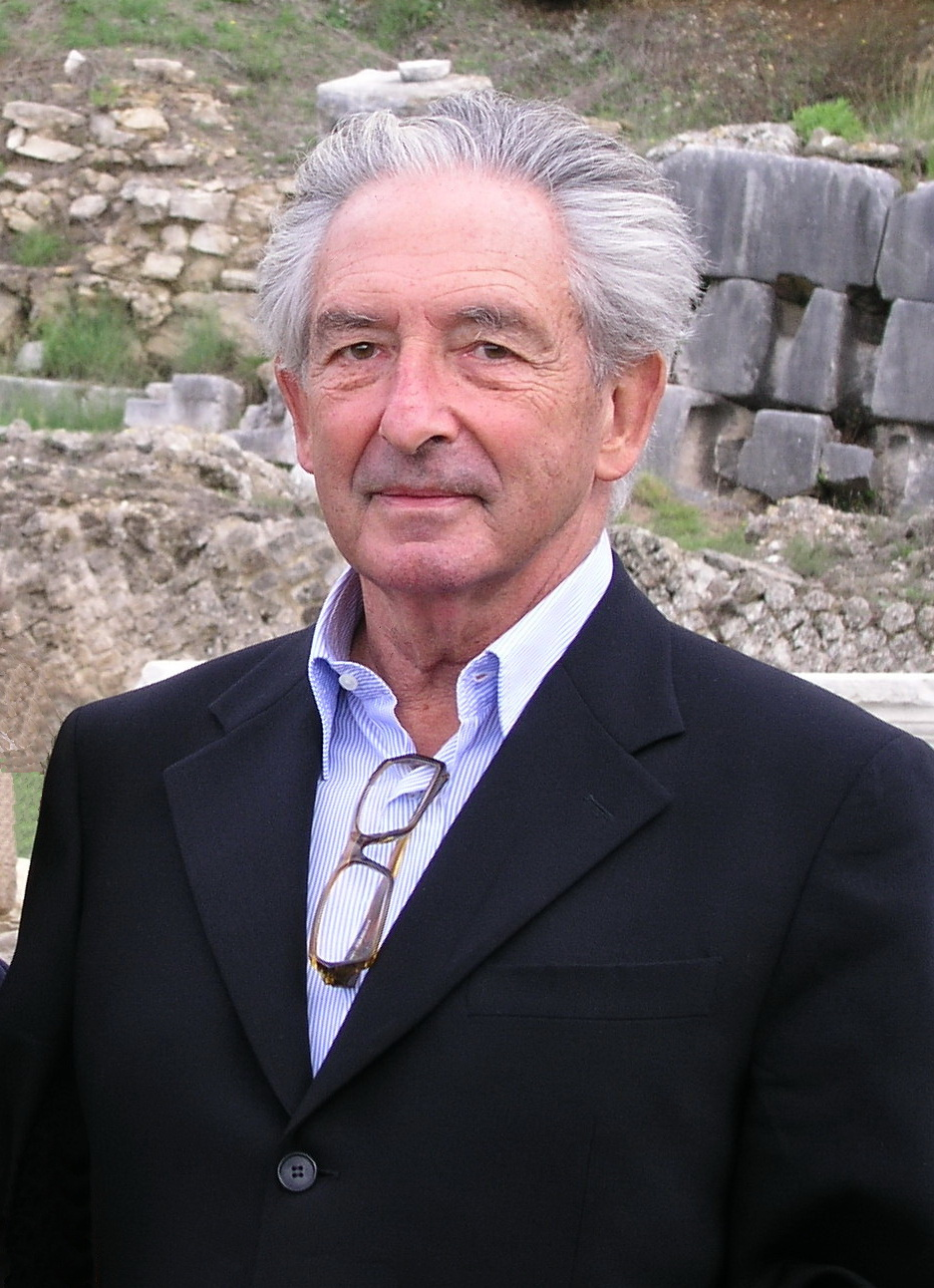
ミハイル・ティス・エラザス／7月28日没（訃報発表日）

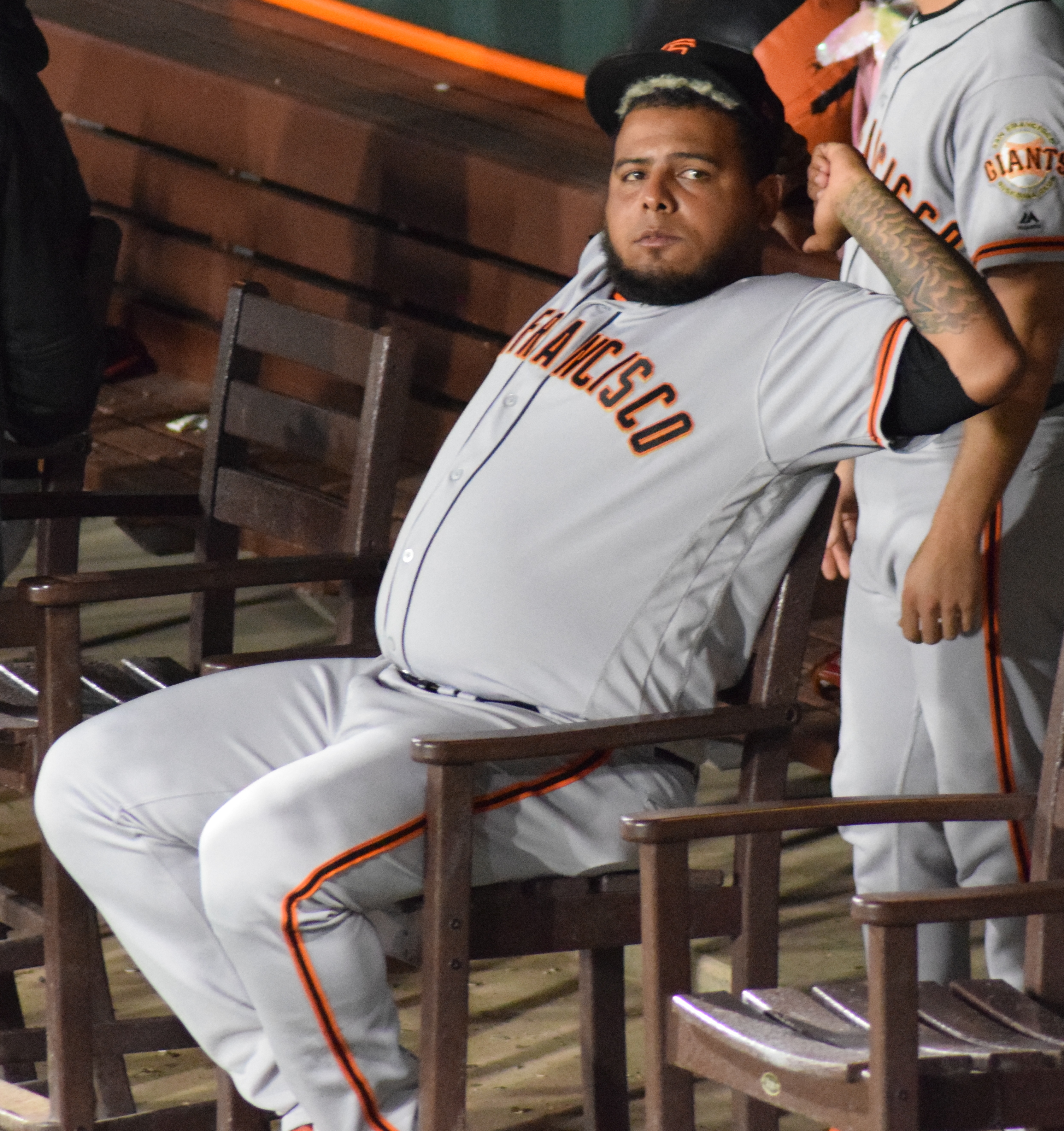
レイエス・モロンタ／7月28日没

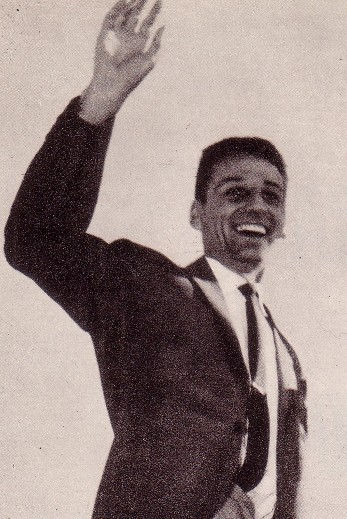
ユゼフ・シュミット／7月29日没

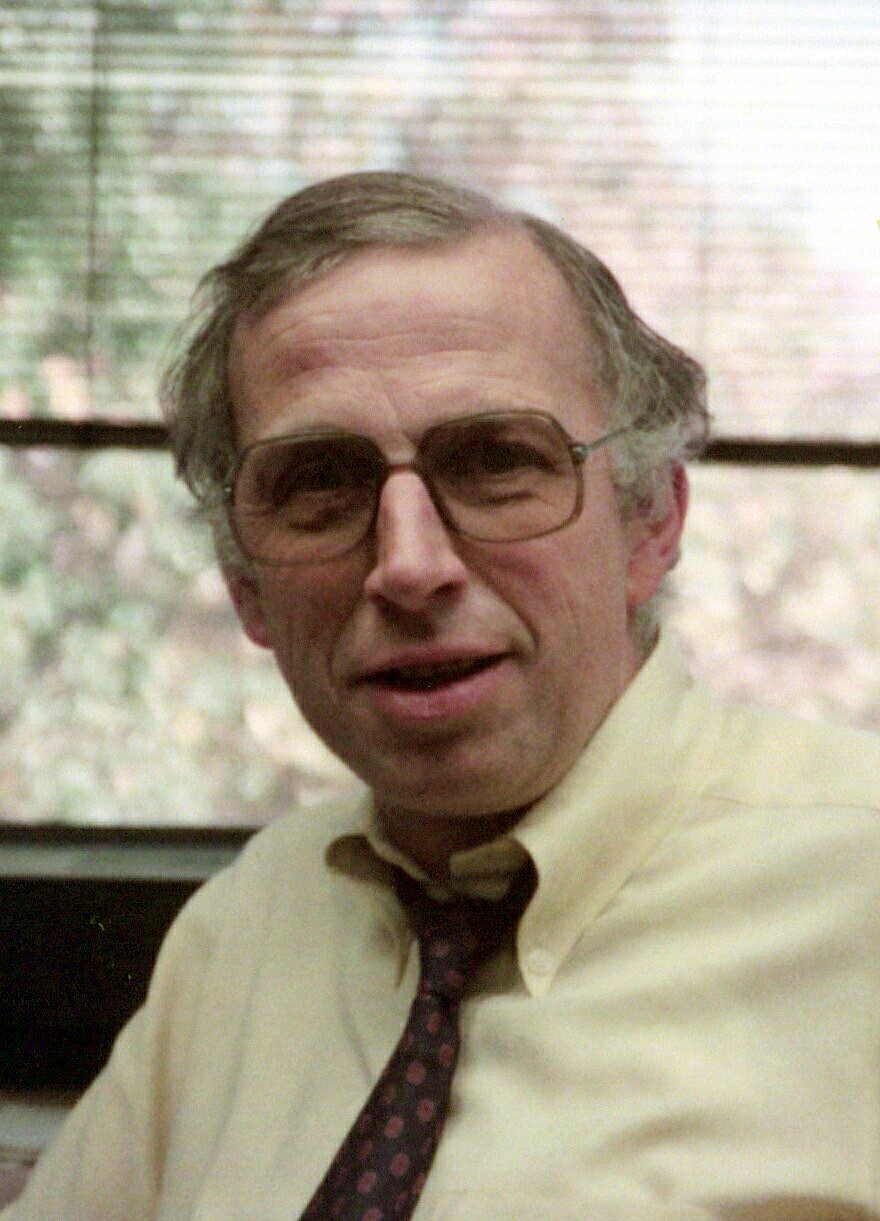
ジョージ・B・フィールド／7月31日没

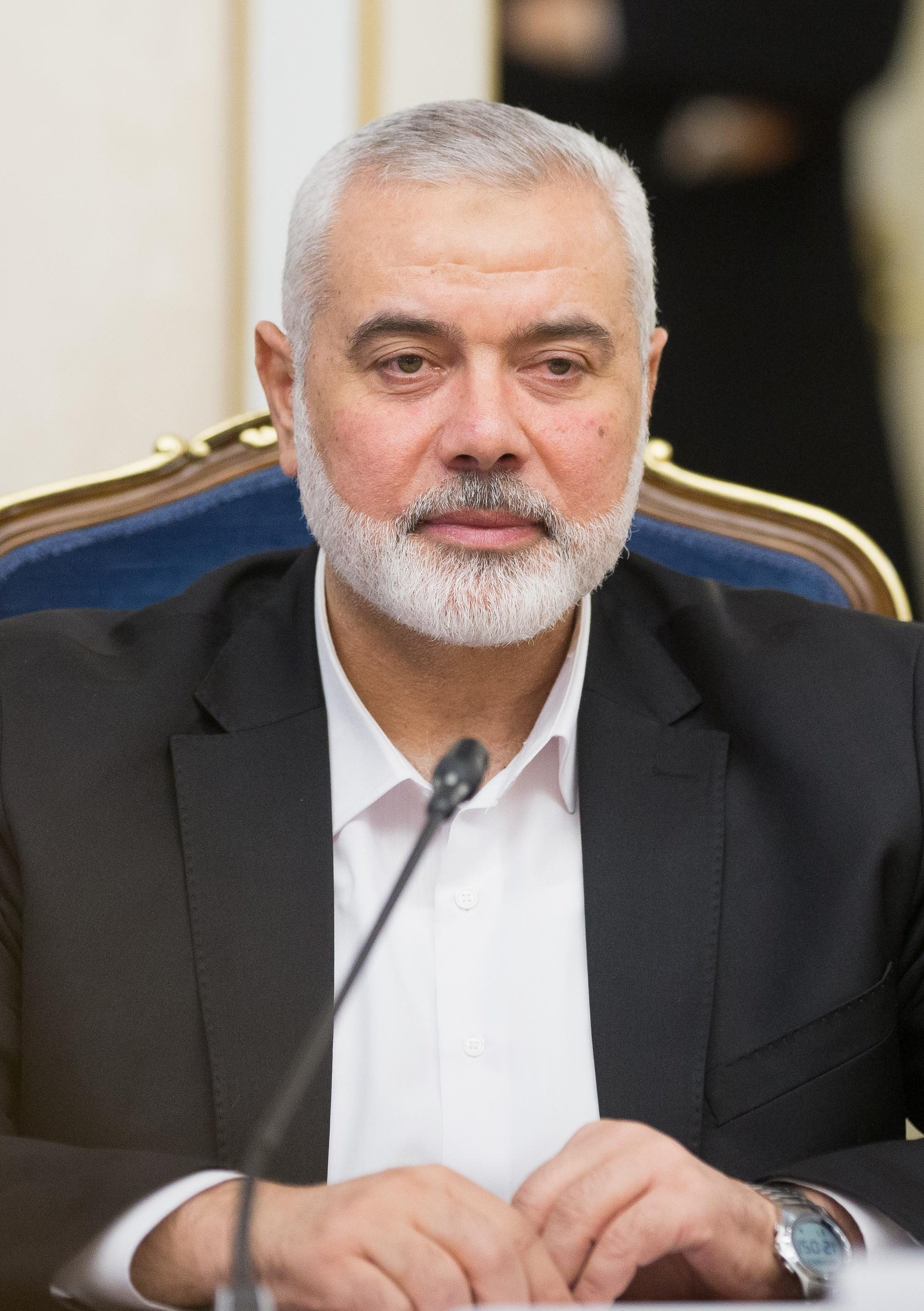
イスマーイール・ハニーヤ／7月31日没

- 7月16日 - 丸橋八重子、日本の実業家、まるか食品会長（* 1933年?）[170]
- 7月16日 - イレーネ・シュヴァイツァー、スイスのジャズ・ミュージシャン（* 1941年）[171]
- 7月16日 - バーニス・ジョンソン・レーガン（英語版）、アメリカ合衆国のゴスペルシンガー、音楽史家、人権活動家【公民権運動、反アパルトヘイト運動】、「スイート・ハニー・イン・ザ・ロック（英語版）」創設者、「フリーダム・シンガーズ（英語版）」共同創設者（* 1942年）[172]
- 7月16日（訃報発表日） - ミハイル・ヴェルゲエンコ（英語版、ロシア語版、ベラルーシ語版）、ソビエト連邦、ベラルーシの元プロサッカー選手、指導者、元ベラルーシ代表監督、元ベラルーシサッカー連盟副会長（* 1950年）[173]
- 7月16日 - 田崎正太郎、日本の俳優（* 1958年）[174]
- 7月16日 - J・マイケル・クライン（英語版）、アメリカ合衆国の実業家、ファンダンゴの創業者、国立魚類野生生物財団（英語版）代表（* 1960年?）[175]
- 7月16日 - むつきつとむ、日本の漫画家（* 生年不明）[176]
- 7月17日 - 河東けい、日本の女優（* 1925年）[177]
- 7月17日 - 櫻井英樹、日本の有機化学者、文化功労者、東北大学名誉教授、日本化学会会長（* 1931年）[178]
- 7月17日 - アントン・ヒキシュ（英語版、スロバキア語版）、チェコスロバキア、スロバキアの作家、外交官、政治家、元スロバキア国民議会議員、元駐カナダスロバキア大使（* 1932年）[179]
- 7月17日 - ローサ・レガス（英語版、スペイン語版）、スペインの小説家、エッセイスト（* 1933年）[180]
- 7月17日 - ハッピー・トラウム（英語版）、アメリカ合衆国のフォーク・ミュージシャン、歌手（* 1938年）[181]
- 7月17日 - 金顕彧（朝鮮語版）、大韓民国の政治家、元民主平和統一諮問会議首席副議長、元国会議員（* 1939年）[182]
- 7月17日 - 笠井剛、日本の実業家、元ニチレイ取締役執行役員（* 1942年?）[183]
- 7月17日 - チェン・ペイペイ、中華民国出身の香港、アメリカ合衆国の女優（* 1946年）[184]
- 7月18日 - ボブ・ニューハート、アメリカ合衆国のスタンダップコメディアン、俳優（* 1929年）[185]
- 7月18日 - フレシア・サーベドラ（英語版、スペイン語版）、エクアドルのシンガーソングライター（* 1933年）[186]
- 7月18日 - ジャン＝ピエール・グドー（英語版、フランス語版）、フランスの元短距離走選手（* 1933年）[187]
- 7月18日 - 若林克彦、日本の実業家、ハードロック工業創業者・代表取締役会長（* 1934年）[188]
- 7月18日 - フリッツ・フェルツェトニッチ（英語版、ドイツ語版）、オーストリアの労働運動家、労働組合幹部、元欧州労働組合連合・オーストリア労働組合連合（英語版）会長（* 1945年）[189]
- 7月18日（訃報発表日） - ルー・ドブス（英語版）、アメリカ合衆国のコメンテーター、作家、テレビ司会者【CNN・フォックスビジネスネットワーク所属】（* 1945年）[190]
- 7月18日 - ドゥドゥ・レイディ・カマラ（英語版、フランス語版）、セネガルの元バスケットボール選手、元同国代表（* 1947年）[191]
- 7月18日（訃報発表日） - 白光益（朝鮮語版）、大韓民国の画家、教育者、元韓国美術協会（朝鮮語版）済州道支会長、元五賢高等学校（朝鮮語版）・五賢中学校（朝鮮語版）校長（* 1952年）[192]
- 7月18日 - 姫田、日本のイラストレーター（* 生年不明）[193]
- 7月19日 - ヴォルフガング・スミス（英語版、ドイツ語版）、オーストリア出身のアメリカ合衆国の物理学者、形而上学者、作家、登山家、元マサチューセッツ工科大学・カリフォルニア大学ロサンゼルス校・オレゴン州立大学教授（* 1930年）[194]
- 7月19日 - 上野卓哉、日本の実業家、元東北放送社長（* 1932年）[195]
- 7月19日 - レイ・リアドン（英語版）、イギリスの元プロスヌーカー選手（* 1932年）[196]
- 7月19日 - ケバン・ゴスパー、オーストラリアの実業家、政治家、元短距離走選手、1956年オリンピック銀メダリスト、元国際オリンピック委員会委員・副会長、元オーストラリアオリンピック連盟会長、元メルボルン行政委員長、元オーストラリア国立スポーツ研究所所長、元オーストラリア貿易促進庁副委員長、元シェルオーストラリア会長・最高経営責任者、元ライオンネイサン取締役（* 1933年）[197][198]
- 7月19日 - アルド・プリージ（英語版、イタリア語版）、イタリアの俳優（* 1935年）[199]
- 7月19日 - ジェームズ・C・スコット、アメリカ合衆国の人類学者、政治学者、アナキズム研究者、作家（* 1936年）[200][201]
- 7月19日 - 勝村淳、日本の俳優（* 1937年）[202]
- 7月19日（訃報発表日） - ヘリット・ペスマン（オランダ語版）、オランダの元プロサッカー選手、指導者（* 1938年）[203]
- 7月19日 - 角寛次朗（wikidata）、日本の能楽師、観世流シテ方（* 1939年）[204]
- 7月19日 - グエン・フー・チョン、ベトナムの政治家、ベトナム共産党中央執行委員会書記長・中央軍事委員会書記、元国家主席、元国会議長（* 1944年）[205]
- 7月19日 - エリヤフ・リップス（英語版、ヘブライ語版、ロシア語版、ラトビア語版）、ソビエト連邦、イスラエルの数学者、聖書学者、政治活動家、元ヘブライ大学教授（* 1948年）[206]
- 7月19日（訃報発表日） - シーラ・ジャクソン・リー（英語版）、アメリカ合衆国の弁護士、政治家、下院議員、元ヒューストン市議会議員（* 1950年）[207]
- 7月19日 - イリーナ・ファリオン（英語版、ウクライナ語版）、ウクライナの言語学者、政治家、元ヴェルホーヴナ・ラーダ議員、元リヴィウ工科大学教授（* 1964年）[208]
- 7月19日 - トゥマニ・ジャバテ、マリのコラ奏者（* 1965年）[209]
- 7月20日 - ロベール・ランシャール（フランス語版）、ベルギーの元競歩選手（* 1931年）[210]
- 7月20日 - 林尚揚（中国語版）、中華人民共和国の溶接技術者、元中国機械総院集団（中国語版）ハルビン溶接研究所技術委員会主任（* 1932年）[211]
- 7月20日 - サンディ・ポージー（英語版）、アメリカ合衆国のポップ歌手（* 1944年）[212]
- 7月20日 - マイケル・フェラーロ（英語版）、アメリカ合衆国の元プロ野球選手（* 1944年）[213]
- 7月20日 - 酒井勲、日本の銀行家、元八千代銀行頭取（* 1945年）[214]
- 7月20日 - 城崎勉、日本の新左翼活動家、テロリスト、受刑者【ジャカルタ事件】、元日本赤軍メンバー（* 1947年）[215]
- 7月20日 - 船川誠、日本の高校野球指導者、元静岡高等学校・清水東高等学校・静岡市立高等学校・城南静岡高等学校野球部監督（* 1949年）[216][217]
- 7月20日 - 桂命賛（朝鮮語版）、大韓民国の生殖学者、漢陽大学校教授（* 1963年）[218]
- 7月20日 - モアシール・ロドリゲス・ドス・サントス、ブラジルの元プロサッカー選手、元同国代表（* 1970年）[219]
- 7月21日 - 湯浅譲二、日本の作曲家（* 1929年）[220]
- 7月21日 - 安東弘視、日本の実業家、元ブリヂストン専務取締役（* 1931年）[221]
- 7月21日 - 金光平輝、日本の宗教家、金光教第5代教主（* 1934年）[222]
- 7月21日 - ペーター・クナウアー（ドイツ語版）、ドイツの教義神学者、基礎神学者、元聖ゲオルク哲学神学大学（英語版）副学長（* 1935年）[223]
- 7月21日 - ローリー・バイヤーズ（英語版）、ニュージーランドの政治家、元ロードサイクリスト、元極北地区（英語版）評議会議員・副区長（* 1941年）[224]
- 7月21日 - マックス・ニーマッツ（オランダ語版）（ヤン・ホンベルヘン）、オランダの詩人、小説家（* 1942年）[225][226]
- 7月21日 - 関凱（中国語版）、中華人民共和国の陸軍軍人、中国人民解放軍中将、元蘭州軍区副司令官、元第16集団軍軍長、元瀋陽軍区司令部作戦部部長（* 1948年）[227]
- 7月21日 - エウジェン・サルブ、ルーマニア出身のヴァイオリニスト、指揮者（* 1950年）[228]
- 7月21日 - キム・ミンギ、大韓民国の歌手、作曲家、演出家、ミュージカル劇作家、劇場監督（* 1951年）[229]
- 7月21日（訃報発表日） - イヴリン・トーマス（英語版）、アメリカ合衆国の歌手（* 1953年）[230]
- 7月22日（訃報発表日） - ケネス・グランジ（英語版）、イギリスのインダストリアルデザイナー、ペンタグラムの共同創業者（* 1929年）[231]
- 7月22日 - ジョン・メイオール、イギリスのブルース・ミュージシャン、ロック・ミュージシャン、「ジョン・メイオール&ザ・ブルースブレイカーズ」のメンバー（* 1933年）[232]
- 7月22日 - デューク・ファキール（英語版）、アメリカ合衆国の歌手、「フォー・トップス」のメンバー（* 1935年）[233]
- 7月22日 - サンドラ・ローゼンタール、アメリカ合衆国の哲学者、ロヨラ大学ニューオーリンズ校（英語版）終身教授（* 1936年）[234]
- 7月22日 - キャロリン・シューラー、アメリカ合衆国の競泳選手、1960年オリンピック金メダリスト（* 1943年）[235]
- 7月22日 - 坂田信弘、日本のプロゴルファー、指導者、漫画原作者、コラムニスト（* 1947年）[236]
- 7月22日 - チャン・ドゥソク（朝鮮語版）、大韓民国のコメディアン（* 1957年）[237]
- 7月22日 - ワネース・フリージェン（フランス語版）、チュニジアの作曲家、編曲家（* 1958年）[238]
- 7月22日（訃報発表日） - リッチー・サンドバル（英語版）、アメリカ合衆国の元プロボクサー、第43代世界ボクシング協会バンタム級世界王者（* 1960年）[239]
- 7月22日 - マーク・カーネヴァーレ（英語版）、アメリカ合衆国のプロゴルファー、スポーツキャスター、ゴルフ解説者（* 1960年）[240]
- 7月22日（訃報発表日） - 前川弘、日本の実業家、BGBカンパニー共同創業者・社長（* 生年不明）[241]
- 7月23日 - 谷善慶（中国語版）、中華人民共和国の陸軍軍人、中国人民解放軍上将、元北京軍区・成都軍区・湖南省軍区政治委員、元広州軍区副政治委員（* 1931年）[242]
- 7月23日 - 大崎博子、日本のインフルエンサー（* 1932年）[243]
- 7月23日 - 清成忠男、日本の経営学者、元法政大学総長、元事業構想大学院大学学長（* 1933年）[244]
- 7月23日 - ルイス・H・ラパム（英語版）、アメリカ合衆国の作家、元『ハーパーズ・マガジン』編集者（* 1935年）[245]
- 7月23日 - テレサ・ヒンペラ（英語版、スペイン語版）、スペインの女優、モデル（* 1936年）[246]
- 7月23日 - ロビン・ウォレン、オーストラリアの病理学者、ロイヤルパース病院（英語版）・西オーストラリア大学名誉教授、2005年ノーベル生理学・医学賞受賞者（* 1937年）[247]
- 7月23日（訃報発表日） - エカチェリーナ・シュクリャエワ（英語版、ロシア語版）、ロシアの歌手、「ブラン村のおばあちゃんたち」のメンバー（* 1937年）[248]
- 7月23日 - 片岡静香、日本の女優（* 1946年）[249]
- 7月23日（訃報発表日） - ヴラディミール・ノヴァーク（英語版、チェコ語版）、チェコスロバキア、チェコの画家、グラフィック・アーティスト、イラストレーター、切手作家（* 1947年）[250]
- 7月23日 - 田中啓二、日本の分子生物学者、東京都医学総合研究所理事長（* 1949年）[251]
- 7月23日（訃報発表日） - ミルチャ・グラボフスキ（英語版、ルーマニア語版）、ルーマニアの元ハンドボール選手、元同国代表、1976年オリンピック銀メダリスト（* 1952年）[252]
- 7月24日 - 夏書章（中国語版）、中華人民共和国の政治学者、行政学者、元中山大学副学長（* 1919年）[253]
- 7月24日 - デニー・レマスター（英語版）、アメリカ合衆国の元プロ野球選手（* 1939年）[254]
- 7月24日 - ハムザ・ハズ（英語版、インドネシア語版）、インドネシアの政治家、元副大統領、元人間開発文化担当調整相・投資相、元国民議会（英語版）議員・副議長（* 1940年）[255]
- 7月24日（訃報発表日） - フレッド・ポッター（英語版）、イギリスの元プロサッカー選手（* 1940年）[256]
- 7月24日（訃報発表日） - アントニオ・カバン・バーレ（英語版、スペイン語版）、プエルトリコの民謡歌手（* 1942年）[257]
- 7月24日（訃報発表日） - レオ・バーク、カナダの元プロレスラー（* 1948年）[258]
- 7月24日 - 本山和夫、日本の実業家、元アサヒ飲料社長、元アサヒグループホールディングス副社長（* 1950年）[259]
- 7月24日 - 田中克己、日本の元ラグビーユニオン選手、指導者、元天理高等学校ラグビー部監督、元高校日本代表監督（* 1953年）[260]
- 7月24日 - 松山澄寛、日本の銀行家、元鹿児島銀行頭取、元九州フィナンシャルグループ会長（* 1955年）[261]
- 7月24日 - スーザン・ケイグル、アメリカ合衆国のシンガーソングライター、ギタリスト（* 1980年）[262][263]
- 7月24日 - 渡邉シン（渡邉愼）、日本のドラマー、映像監督（* 1993年）[264]
- 7月25日 - キエル・オレセン（英語版、デンマーク語版）、デンマークの政治家、元反共機関諜報員、元外相・公共事業相・国防相、元フォルケティング議員、元欧州議会議員（* 1932年）[265]
- 7月25日 - 井畝満夫、日本の実業家、お好み焼みっちゃん総本店創業者（* 1933年?）[266]
- 7月25日 - 邵大箴（中国語版）、中華人民共和国の美術史家、美術学者、美術教育者、芸術家（* 1934年）[267]
- 7月25日 - 川橋幸子、日本の労働官僚、政治家、元参議院議員【日本社会党・社会民主党・民主党所属】、元総理府婦人問題担当室長、元労働省広報室長（* 1938年）[268]
- 7月25日 - 劉昌孝（中国語版）、中華人民共和国の薬理学者、薬物動態学者（* 1942年）[269]
- 7月25日 - 町田健彦、日本の政治家、元東京都荒川区長、元東京都議会議員、元荒川区議会議員（* 1942年）[270]
- 7月25日 - 安田浩、日本の計算機科学者、東京大学国際・産学共同研究センター名誉教授（* 1944年）[271]
- 7月25日 - 東高士、日本の政治家、元宮崎県川南町長（* 1950年）[272]
- 7月25日（訃報発表日） - マーティン・インダイク（英語版）、アメリカ合衆国の外交官、元駐イスラエル大使、元中東和平担当特使、ワシントン近東政策研究所（英語版）創設事務局長（* 1951年）[273]
- 7月25日 - イネス・アヤラ（英語版、スペイン語版）、スペインの政治家、文献学者、労働組合職員、元欧州議会議員、元サラゴサ市議会議員、元サラゴサ大学教員（* 1957年）[274]
- 7月25日 - 矢部直、日本のDJ、音楽プロデューサー（* 1965年）[275]
- 7月26日 - シャルル・ジュリエ、フランスの小説家、詩人、劇作家（* 1934年）[276]
- 7月26日 - J・ボルジェス、ブラジルの木版画家（* 1935年）[277]
- 7月26日 - アルヴォ・ヴァルトン（英語版、エストニア語版）、ソビエト連邦、エストニアの小説家、詩人、脚本家、劇作家、政治家、元エストニア会議（英語版）・エストニア委員会（エストニア語版）・リーギコグ議員（* 1935年）[278]
- 7月26日 - エルヴィン・シュタイン（英語版、ドイツ語版）、ドイツの元プロサッカー選手、元西ドイツ代表（* 1935年）[279]
- 7月26日 - 園まり、日本の歌手、女優（* 1944年）[280]
- 7月26日 - ゲイル・カールセン（英語版、ノルウェー語版）、ノルウェーの元プロサッカー選手、元同国代表（* 1948年）[281]
- 7月26日 - 松川正則、日本の政治家、沖縄県宜野湾市長（* 1953年）[282]
- 7月26日（訃報発表日） - トマーシュ・ヴェンドル（英語版）、チェコスロバキア、チェコのベーシスト、「マスターズ・ハンマー」の元メンバー（* 1972年?）[283]
- 7月27日 - ブイ・トゥアン（英語版、ベトナム語版）、ベトナムのカトリック教会の聖職者、ロンスエン教区名誉司教、元タブニア（英語版）教区名義司教（* 1928年）[284]
- 7月27日 - エドナ・オブライエン、アイルランドの作家（* 1930年）[285]
- 7月27日 - 楽黛雲（中国語版）、中華人民共和国の比較文学者、現代文学者、異文化研究者、北京大学教授（* 1931年）[286]
- 7月27日 - マリアーノ・アロ（英語版、スペイン語版）、スペインの元長距離走選手（* 1940年）[287]
- 7月27日 - ルイス・エステバン・ガラルサ（英語版、スペイン語版）、パラグアイ出身のボリビアの元プロサッカー選手、元ボリビア代表（* 1950年）[288]
- 7月27日 - ヴォルフガング・リーム、ドイツの作曲家（* 1952年）[289]
- 7月27日 - ミージア、ポルトガルのファド歌手（* 1955年）[290]
- 7月28日 - 水原敏博、日本の検察官、元名古屋高等検察庁検事長、元証券取引等監視委員会委員長（* 1930年?）[291]
- 7月28日（訃報発表日） - ミハイル・ティス・エラザス、ギリシャの歴史家、作家、元王族、元ギリシャ王国・デンマーク王国の王子（* 1939年）[292]
- 7月28日 - アルマンド・ラレア（英語版、スペイン語版）、エクアドルの元プロサッカー選手、元同国代表（* 1943年）[293]
- 7月28日 - ロベルト・リングアノット（英語版）、イタリアのシェフ、パティシエ、ティラミスの発明者（* 1943年?）[294]
- 7月28日 - 馬場裕一、日本のプロ雀士、編集者、作家、麻雀企画集団「バビロン」代表（* 1959年）[295]
- 7月28日 - ダグ・クリーク、アメリカ合衆国の元プロ野球選手、指導者（* 1969年）[296][297]
- 7月28日 - エリカ・アッシュ（英語版）、アメリカ合衆国の女優（* 1977年）[298]
- 7月28日 - レイエス・モロンタ、ドミニカ共和国のプロ野球選手（* 1993年）[299]
- 7月29日（訃報発表日） - ユーリ・セルゲエフ（英語版、ロシア語版）、ソビエト連邦の元スピードスケーター（* 1925年）[300]
- 7月29日 - 中川和雄、日本の厚生官僚、政治家、元大阪府知事、元関西棋院理事長（* 1926年）[301]
- 7月29日 - ボビー・バナス（英語版）、アメリカ合衆国のダンサー、俳優（* 1933年）[302]
- 7月29日 - ユゼフ・シュミット、ポーランドの元三段跳選手、1960年・1964年オリンピック金メダリスト（* 1935年）[303]
- 7月29日 - 楊昇鶴（朝鮮語版）、大韓民国の実業家、大韓製紙会長（* 1936年）[304]
- 7月29日 - ピーター・レッダウェイ（英語版）、イギリス出身のアメリカ合衆国の政治学者、元ケナン研究所（英語版）所長、ジョージ・ワシントン大学名誉教授（* 1939年）[305][306]
- 7月29日 - ロバート・フェローズ、イギリスの廷臣、政治家、元女王個人秘書、元貴族院議員（* 1941年）[307][308]
- 7月29日 - 左野勝司、日本の石工（* 1943年）[309]
- 7月29日（訃報発表日） - チノXL（英語版）（デレク・バーボサ）、アメリカ合衆国のラッパー、俳優（* 1974年）[310]
- 7月30日 - グンナル・トンクイスト、スウェーデンの物理学者、色彩研究者、政治家、元ソルナ市議会議員・議長（* 1925年）[311]
- 7月30日 - ややまひろし、日本の漫画家、文筆家（* 1933年?）[312]
- 7月30日（訃報発表日） - ブルーノ・ガルゼーナ（英語版、イタリア語版）、イタリアの実業家、元プロサッカー選手、元同国代表（* 1933年）[313]
- 7月30日 - 田草川弘、日本の作家、ジャーナリスト（* 1934年）[314]
- 7月30日 - ハンス・レンク（英語版、ドイツ語版）、ドイツの哲学者、元ボート競技選手、カールスルーエ大学名誉教授、元国際哲学研究所（英語版）所長、1960年オリンピック金メダリスト（* 1935年）[315]
- 7月30日 - 阿南準郎、日本の元プロ野球選手【広島東洋カープ・近鉄バファローズ所属】、指導者【広島東洋カープ監督】（* 1937年）[316]
- 7月30日 - アドルフ・アレジーナ（英語版、フランス語版）、フランスの元ラグビーリーグ選手、元同国代表（英語版）（* 1943年）[317][318]
- 7月30日 - ヨン・シレフィス（オランダ語版）、オランダの美術史家、キュレーター、ビジュアルアーティスト（* 1946年）[319]
- 7月30日 - イ・ヨナ（朝鮮語版）、大韓民国の牧師、脱同性愛活動家、元ホストバー・トランスジェンダークラブ経営者（* 1948年）[320]
- 7月30日（訃報発表日） - ウラジーミル・エシノフ（英語版、ロシア語版）、ソビエト連邦、ロシアの元ボート競技選手、指導者、1976年オリンピック金メダリスト（* 1949年）[321]
- 7月30日 - オニェカ・オンウェヌ（英語版、イボ語版）、ナイジェリアのシンガーソングライター、女優（* 1952年）[322]
- 7月30日 - フアド・シュクル（英語版、アラビア語版）、レバノンの軍人、ヒズボラの司令官（* 1961年?）[323]
- 7月30日（捜索打切日） - 平出和也、日本のアルピニスト、アルパイン・クライマー、山岳カメラマン（* 1979年）[324]
- 7月30日（捜索打切日） - 中島健郎、日本のアルピニスト、アルパイン・クライマー、山岳カメラマン（* 1984年）[324]
- 7月31日 - ジョージ・B・フィールド、アメリカ合衆国の天体物理学者、元ハーバード・スミソニアン天体物理学センター所長、元ハーバード大学教授（* 1929年）[325]
- 7月31日 - 渡辺秀央、日本の政治家、第54代郵政大臣、元衆議院議員・参議院議員【自由民主党・自由党・民主党・改革クラブ・新党改革所属】、元改革クラブ代表（* 1934年）[326]
- 7月31日 - 遠矢洋二、日本の実業家、元西友常務（* 1934年?）[327]
- 7月31日 - ロベルト・エルリツカ（英語版、イタリア語版）、イタリアの俳優（* 1937年）[328]
- 7月31日（訃報発表日） - ゲンジョ・エルカル（英語版、トルコ語版）、トルコの俳優、演出家（* 1938年）[329]
- 7月31日 - ポール・ブチャ（英語版）、アメリカ合衆国の陸軍軍人、アメリカ陸軍大尉（* 1943年）[330]
- 7月31日 - 宋基元、大韓民国の小説家、詩人、民主化活動家（* 1947年）[331]
- 7月31日 - アンドレ・ジュイヤール（英語版、フランス語版）、フランスの漫画家（* 1948年）[332]
- 7月31日 - アンシュマン・ガイクワード（英語版、マラーティー語版）、インドのクリケット選手、指導者、元同国代表（* 1952年）[333]
- 7月31日（訃報発表日） - クルム・ゲオルギエフ（英語版、ブルガリア語版）、ブルガリアのチェスプレーヤー、グランドマスター（* 1958年）[334]
- 7月31日 - イスマーイール・ハニーヤ、パレスチナ国の政治家、ハマース最高指導者、元ガザ政府・パレスチナ首相（* 1963年）[335]
- 7月31日 - ワライエ・ボスウェル（英語版）、アメリカ合衆国のファッションデザイナー、実業家（* 1975年）[336]
- 7月31日 - イスマーイール・アル＝グール（英語版、アラビア語版）、パレスチナ国のジャーナリスト、アルジャジーラの特派員（* 1997年）[337]

## 没日不明
- 7月中 - 黄文雄、台湾出身の日本の作家、極右政治活動家、世界戦略総合研究所評議員、元台湾独立建国連盟日本本部委員長、元主権回復を目指す会顧問（* 1938年）[338]